# Sanjaya Malakar
Sanjaya Malakar, (Hindi: संजय मलाकार), né le 10 septembre 1989 à Federal Way, État de Washington, aux États-Unis, est un chanteur américain d'origine pakistanaise, issu de la sixième saison du télécrochet American Idol. Il acquiert une importante notoriété en raison de ses prestations jugées lamentables par le juge Simon Cowell, ce qui entraîne une réaction du public qui, par sympathie, se met à voter pour lui en masse au cours des semaines suivantes.

## Prestations lors d'American Idol
| Semaine         | Semaine         | Semaine         | Semaine         | Semaine         | Semaine         | Semaine         | Semaine         | Semaine         | Semaine         | Semaine         | Semaine         | Semaine         | Semaine         | Semaine         | Semaine         | Semaine         | Semaine         | Semaine         | Semaine         | Semaine         | Semaine         | Semaine         | Semaine         | Semaine         | Semaine         | Semaine         | Semaine         | Semaine         | Semaine         | Semaine         | Semaine         | Semaine         | Semaine         | Semaine         | Semaine         | Semaine         | Semaine         | Semaine         | Semaine         | Semaine         | Semaine         | Semaine         | Semaine         | Semaine         | Semaine         | Semaine         | Semaine         | Semaine         | Semaine         | Semaine         | Semaine         | Semaine         | Semaine         | Semaine         | Semaine         | Semaine         | Semaine         | Semaine         | Semaine         | Semaine         | Semaine         | Semaine         | Semaine         | Semaine         | Semaine         | Semaine         | Semaine         | Semaine         | Semaine         | Semaine         | Semaine         | Semaine         | Semaine         | Semaine         | Semaine         | Semaine         | Semaine         | Semaine         | Semaine         | Semaine         | Semaine         | Semaine         | Semaine         | Semaine         | Semaine         | Semaine         | Semaine         | Semaine         | Semaine         | Semaine         | Semaine         | Semaine         | Semaine         | Semaine         | Semaine         | Semaine         | Semaine         | Semaine         | Semaine         | Thème                                     | Thème                                     | Thème                                     | Thème                                     | Thème                                     | Thème                                     | Thème                                     | Thème                                     | Thème                                     | Thème                                     | Thème                                     | Thème                                     | Thème                                     | Thème                                     | Thème                                     | Thème                                     | Thème                                     | Thème                                     | Thème                                     | Thème                                     | Thème                                     | Thème                                     | Thème                                     | Thème                                     | Thème                                     | Thème                                     | Thème                                     | Thème                                     | Thème                                     | Thème                                     | Thème                                     | Thème                                     | Thème                                     | Thème                                     | Thème                                     | Thème                                     | Thème                                     | Thème                                     | Thème                                     | Thème                                     | Thème                                     | Thème                                     | Thème                                     | Thème                                     | Thème                                     | Thème                                     | Thème                                     | Thème                                     | Thème                                     | Thème                                     | Thème                                     | Thème                                     | Thème                                     | Thème                                     | Thème                                     | Thème                                     | Thème                                     | Thème                                     | Thème                                     | Thème                                     | Thème                                     | Thème                                     | Thème                                     | Thème                                     | Thème                                     | Thème                                     | Thème                                     | Thème                                     | Thème                                     | Thème                                     | Thème                                     | Thème                                     | Thème                                     | Thème                                     | Thème                                     | Thème                                     | Thème                                     | Thème                                     | Thème                                     | Thème                                     | Thème                                     | Thème                                     | Thème                                     | Thème                                     | Thème                                     | Thème                                     | Thème                                     | Thème                                     | Thème                                     | Thème                                     | Thème                                     | Thème                                     | Thème                                     | Thème                                     | Thème                                     | Thème                                     | Thème                                     | Thème                                     | Thème                                     | Thème                                     | Chanson                        | Chanson                        | Chanson                        | Chanson                        | Chanson                        | Chanson                        | Chanson                        | Chanson                        | Chanson                        | Chanson                        | Chanson                        | Chanson                        | Chanson                        | Chanson                        | Chanson                        | Chanson                        | Chanson                        | Chanson                        | Chanson                        | Chanson                        | Chanson                        | Chanson                        | Chanson                        | Chanson                        | Chanson                        | Chanson                        | Chanson                        | Chanson                        | Chanson                        | Chanson                        | Chanson                        | Chanson                        | Chanson                        | Chanson                        | Chanson                        | Chanson                        | Chanson                        | Chanson                        | Chanson                        | Chanson                        | Chanson                        | Chanson                        | Chanson                        | Chanson                        | Chanson                        | Chanson                        | Chanson                        | Chanson                        | Chanson                        | Chanson                        | Chanson                        | Chanson                        | Chanson                        | Chanson                        | Chanson                        | Chanson                        | Chanson                        | Chanson                        | Chanson                        | Chanson                        | Chanson                        | Chanson                        | Chanson                        | Chanson                        | Chanson                        | Chanson                        | Chanson                        | Chanson                        | Chanson                        | Chanson                        | Chanson                        | Chanson                        | Chanson                        | Chanson                        | Chanson                        | Chanson                        | Chanson                        | Chanson                        | Chanson                        | Chanson                        | Chanson                        | Chanson                        | Chanson                        | Chanson                        | Chanson                        | Chanson                        | Chanson                        | Chanson                        | Chanson                        | Chanson                        | Chanson                        | Chanson                        | Chanson                        | Chanson                        | Chanson                        | Chanson                        | Chanson                        | Chanson                        | Chanson                        | Chanson                        | Artiste                     | Artiste                     | Artiste                     | Artiste                     | Artiste                     | Artiste                     | Artiste                     | Artiste                     | Artiste                     | Artiste                     | Artiste                     | Artiste                     | Artiste                     | Artiste                     | Artiste                     | Artiste                     | Artiste                     | Artiste                     | Artiste                     | Artiste                     | Artiste                     | Artiste                     | Artiste                     | Artiste                     | Artiste                     | Artiste                     | Artiste                     | Artiste                     | Artiste                     | Artiste                     | Artiste                     | Artiste                     | Artiste                     | Artiste                     | Artiste                     | Artiste                     | Artiste                     | Artiste                     | Artiste                     | Artiste                     | Artiste                     | Artiste                     | Artiste                     | Artiste                     | Artiste                     | Artiste                     | Artiste                     | Artiste                     | Artiste                     | Artiste                     | Artiste                     | Artiste                     | Artiste                     | Artiste                     | Artiste                     | Artiste                     | Artiste                     | Artiste                     | Artiste                     | Artiste                     | Artiste                     | Artiste                     | Artiste                     | Artiste                     | Artiste                     | Artiste                     | Artiste                     | Artiste                     | Artiste                     | Artiste                     | Artiste                     | Artiste                     | Artiste                     | Artiste                     | Artiste                     | Artiste                     | Artiste                     | Artiste                     | Artiste                     | Artiste                     | Artiste                     | Artiste                     | Artiste                     | Artiste                     | Artiste                     | Artiste                     | Artiste                     | Artiste                     | Artiste                     | Artiste                     | Artiste                     | Artiste                     | Artiste                     | Artiste                     | Artiste                     | Artiste                     | Artiste                     | Artiste                     | Artiste                     | Artiste                     | Ordre | Ordre | Ordre | Ordre | Ordre | Ordre | Ordre | Ordre | Ordre | Ordre | Ordre | Ordre | Ordre | Ordre | Ordre | Ordre | Ordre | Ordre | Ordre | Ordre | Ordre | Ordre | Ordre | Ordre | Ordre | Ordre | Ordre | Ordre | Ordre | Ordre | Ordre | Ordre | Ordre | Ordre | Ordre | Ordre | Ordre | Ordre | Ordre | Ordre | Ordre | Ordre | Ordre | Ordre | Ordre | Ordre | Ordre | Ordre | Ordre | Ordre | Ordre | Ordre | Ordre | Ordre | Ordre | Ordre | Ordre | Ordre | Ordre | Ordre | Ordre | Ordre | Ordre | Ordre | Ordre | Ordre | Ordre | Ordre | Ordre | Ordre | Ordre | Ordre | Ordre | Ordre | Ordre | Ordre | Ordre | Ordre | Ordre | Ordre | Ordre | Ordre | Ordre | Ordre | Ordre | Ordre | Ordre | Ordre | Ordre | Ordre | Ordre | Ordre | Ordre | Ordre | Ordre | Ordre | Ordre | Ordre | Ordre | Ordre | Résultat   | Résultat   | Résultat   | Résultat   | Résultat   | Résultat   | Résultat   | Résultat   | Résultat   | Résultat   | Résultat   | Résultat   | Résultat   | Résultat   | Résultat   | Résultat   | Résultat   | Résultat   | Résultat   | Résultat   | Résultat   | Résultat   | Résultat   | Résultat   | Résultat   | Résultat   | Résultat   | Résultat   | Résultat   | Résultat   | Résultat   | Résultat   | Résultat   | Résultat   | Résultat   | Résultat   | Résultat   | Résultat   | Résultat   | Résultat   | Résultat   | Résultat   | Résultat   | Résultat   | Résultat   | Résultat   | Résultat   | Résultat   | Résultat   | Résultat   | Résultat   | Résultat   | Résultat   | Résultat   | Résultat   | Résultat   | Résultat   | Résultat   | Résultat   | Résultat   | Résultat   | Résultat   | Résultat   | Résultat   | Résultat   | Résultat   | Résultat   | Résultat   | Résultat   | Résultat   | Résultat   | Résultat   | Résultat   | Résultat   | Résultat   | Résultat   | Résultat   | Résultat   | Résultat   | Résultat   | Résultat   | Résultat   | Résultat   | Résultat   | Résultat   | Résultat   | Résultat   | Résultat   | Résultat   | Résultat   | Résultat   | Résultat   | Résultat   | Résultat   | Résultat   | Résultat   | Résultat   | Résultat   | Résultat   | Résultat   |
| Top 24 (12 Men) | Top 24 (12 Men) | Top 24 (12 Men) | Top 24 (12 Men) | Top 24 (12 Men) | Top 24 (12 Men) | Top 24 (12 Men) | Top 24 (12 Men) | Top 24 (12 Men) | Top 24 (12 Men) | Top 24 (12 Men) | Top 24 (12 Men) | Top 24 (12 Men) | Top 24 (12 Men) | Top 24 (12 Men) | Top 24 (12 Men) | Top 24 (12 Men) | Top 24 (12 Men) | Top 24 (12 Men) | Top 24 (12 Men) | Top 24 (12 Men) | Top 24 (12 Men) | Top 24 (12 Men) | Top 24 (12 Men) | Top 24 (12 Men) | Top 24 (12 Men) | Top 24 (12 Men) | Top 24 (12 Men) | Top 24 (12 Men) | Top 24 (12 Men) | Top 24 (12 Men) | Top 24 (12 Men) | Top 24 (12 Men) | Top 24 (12 Men) | Top 24 (12 Men) | Top 24 (12 Men) | Top 24 (12 Men) | Top 24 (12 Men) | Top 24 (12 Men) | Top 24 (12 Men) | Top 24 (12 Men) | Top 24 (12 Men) | Top 24 (12 Men) | Top 24 (12 Men) | Top 24 (12 Men) | Top 24 (12 Men) | Top 24 (12 Men) | Top 24 (12 Men) | Top 24 (12 Men) | Top 24 (12 Men) | Top 24 (12 Men) | Top 24 (12 Men) | Top 24 (12 Men) | Top 24 (12 Men) | Top 24 (12 Men) | Top 24 (12 Men) | Top 24 (12 Men) | Top 24 (12 Men) | Top 24 (12 Men) | Top 24 (12 Men) | Top 24 (12 Men) | Top 24 (12 Men) | Top 24 (12 Men) | Top 24 (12 Men) | Top 24 (12 Men) | Top 24 (12 Men) | Top 24 (12 Men) | Top 24 (12 Men) | Top 24 (12 Men) | Top 24 (12 Men) | Top 24 (12 Men) | Top 24 (12 Men) | Top 24 (12 Men) | Top 24 (12 Men) | Top 24 (12 Men) | Top 24 (12 Men) | Top 24 (12 Men) | Top 24 (12 Men) | Top 24 (12 Men) | Top 24 (12 Men) | Top 24 (12 Men) | Top 24 (12 Men) | Top 24 (12 Men) | Top 24 (12 Men) | Top 24 (12 Men) | Top 24 (12 Men) | Top 24 (12 Men) | Top 24 (12 Men) | Top 24 (12 Men) | Top 24 (12 Men) | Top 24 (12 Men) | Top 24 (12 Men) | Top 24 (12 Men) | Top 24 (12 Men) | Top 24 (12 Men) | Top 24 (12 Men) | Top 24 (12 Men) | Top 24 (12 Men) | Top 24 (12 Men) | Top 24 (12 Men) | N/A                                       | N/A                                       | N/A                                       | N/A                                       | N/A                                       | N/A                                       | N/A                                       | N/A                                       | N/A                                       | N/A                                       | N/A                                       | N/A                                       | N/A                                       | N/A                                       | N/A                                       | N/A                                       | N/A                                       | N/A                                       | N/A                                       | N/A                                       | N/A                                       | N/A                                       | N/A                                       | N/A                                       | N/A                                       | N/A                                       | N/A                                       | N/A                                       | N/A                                       | N/A                                       | N/A                                       | N/A                                       | N/A                                       | N/A                                       | N/A                                       | N/A                                       | N/A                                       | N/A                                       | N/A                                       | N/A                                       | N/A                                       | N/A                                       | N/A                                       | N/A                                       | N/A                                       | N/A                                       | N/A                                       | N/A                                       | N/A                                       | N/A                                       | N/A                                       | N/A                                       | N/A                                       | N/A                                       | N/A                                       | N/A                                       | N/A                                       | N/A                                       | N/A                                       | N/A                                       | N/A                                       | N/A                                       | N/A                                       | N/A                                       | N/A                                       | N/A                                       | N/A                                       | N/A                                       | N/A                                       | N/A                                       | N/A                                       | N/A                                       | N/A                                       | N/A                                       | N/A                                       | N/A                                       | N/A                                       | N/A                                       | N/A                                       | N/A                                       | N/A                                       | N/A                                       | N/A                                       | N/A                                       | N/A                                       | N/A                                       | N/A                                       | N/A                                       | N/A                                       | N/A                                       | N/A                                       | N/A                                       | N/A                                       | N/A                                       | N/A                                       | N/A                                       | N/A                                       | N/A                                       | N/A                                       | N/A                                       | Knocks Me Off My Feet          | Knocks Me Off My Feet          | Knocks Me Off My Feet          | Knocks Me Off My Feet          | Knocks Me Off My Feet          | Knocks Me Off My Feet          | Knocks Me Off My Feet          | Knocks Me Off My Feet          | Knocks Me Off My Feet          | Knocks Me Off My Feet          | Knocks Me Off My Feet          | Knocks Me Off My Feet          | Knocks Me Off My Feet          | Knocks Me Off My Feet          | Knocks Me Off My Feet          | Knocks Me Off My Feet          | Knocks Me Off My Feet          | Knocks Me Off My Feet          | Knocks Me Off My Feet          | Knocks Me Off My Feet          | Knocks Me Off My Feet          | Knocks Me Off My Feet          | Knocks Me Off My Feet          | Knocks Me Off My Feet          | Knocks Me Off My Feet          | Knocks Me Off My Feet          | Knocks Me Off My Feet          | Knocks Me Off My Feet          | Knocks Me Off My Feet          | Knocks Me Off My Feet          | Knocks Me Off My Feet          | Knocks Me Off My Feet          | Knocks Me Off My Feet          | Knocks Me Off My Feet          | Knocks Me Off My Feet          | Knocks Me Off My Feet          | Knocks Me Off My Feet          | Knocks Me Off My Feet          | Knocks Me Off My Feet          | Knocks Me Off My Feet          | Knocks Me Off My Feet          | Knocks Me Off My Feet          | Knocks Me Off My Feet          | Knocks Me Off My Feet          | Knocks Me Off My Feet          | Knocks Me Off My Feet          | Knocks Me Off My Feet          | Knocks Me Off My Feet          | Knocks Me Off My Feet          | Knocks Me Off My Feet          | Knocks Me Off My Feet          | Knocks Me Off My Feet          | Knocks Me Off My Feet          | Knocks Me Off My Feet          | Knocks Me Off My Feet          | Knocks Me Off My Feet          | Knocks Me Off My Feet          | Knocks Me Off My Feet          | Knocks Me Off My Feet          | Knocks Me Off My Feet          | Knocks Me Off My Feet          | Knocks Me Off My Feet          | Knocks Me Off My Feet          | Knocks Me Off My Feet          | Knocks Me Off My Feet          | Knocks Me Off My Feet          | Knocks Me Off My Feet          | Knocks Me Off My Feet          | Knocks Me Off My Feet          | Knocks Me Off My Feet          | Knocks Me Off My Feet          | Knocks Me Off My Feet          | Knocks Me Off My Feet          | Knocks Me Off My Feet          | Knocks Me Off My Feet          | Knocks Me Off My Feet          | Knocks Me Off My Feet          | Knocks Me Off My Feet          | Knocks Me Off My Feet          | Knocks Me Off My Feet          | Knocks Me Off My Feet          | Knocks Me Off My Feet          | Knocks Me Off My Feet          | Knocks Me Off My Feet          | Knocks Me Off My Feet          | Knocks Me Off My Feet          | Knocks Me Off My Feet          | Knocks Me Off My Feet          | Knocks Me Off My Feet          | Knocks Me Off My Feet          | Knocks Me Off My Feet          | Knocks Me Off My Feet          | Knocks Me Off My Feet          | Knocks Me Off My Feet          | Knocks Me Off My Feet          | Knocks Me Off My Feet          | Knocks Me Off My Feet          | Knocks Me Off My Feet          | Knocks Me Off My Feet          | Knocks Me Off My Feet          | Stevie Wonder               | Stevie Wonder               | Stevie Wonder               | Stevie Wonder               | Stevie Wonder               | Stevie Wonder               | Stevie Wonder               | Stevie Wonder               | Stevie Wonder               | Stevie Wonder               | Stevie Wonder               | Stevie Wonder               | Stevie Wonder               | Stevie Wonder               | Stevie Wonder               | Stevie Wonder               | Stevie Wonder               | Stevie Wonder               | Stevie Wonder               | Stevie Wonder               | Stevie Wonder               | Stevie Wonder               | Stevie Wonder               | Stevie Wonder               | Stevie Wonder               | Stevie Wonder               | Stevie Wonder               | Stevie Wonder               | Stevie Wonder               | Stevie Wonder               | Stevie Wonder               | Stevie Wonder               | Stevie Wonder               | Stevie Wonder               | Stevie Wonder               | Stevie Wonder               | Stevie Wonder               | Stevie Wonder               | Stevie Wonder               | Stevie Wonder               | Stevie Wonder               | Stevie Wonder               | Stevie Wonder               | Stevie Wonder               | Stevie Wonder               | Stevie Wonder               | Stevie Wonder               | Stevie Wonder               | Stevie Wonder               | Stevie Wonder               | Stevie Wonder               | Stevie Wonder               | Stevie Wonder               | Stevie Wonder               | Stevie Wonder               | Stevie Wonder               | Stevie Wonder               | Stevie Wonder               | Stevie Wonder               | Stevie Wonder               | Stevie Wonder               | Stevie Wonder               | Stevie Wonder               | Stevie Wonder               | Stevie Wonder               | Stevie Wonder               | Stevie Wonder               | Stevie Wonder               | Stevie Wonder               | Stevie Wonder               | Stevie Wonder               | Stevie Wonder               | Stevie Wonder               | Stevie Wonder               | Stevie Wonder               | Stevie Wonder               | Stevie Wonder               | Stevie Wonder               | Stevie Wonder               | Stevie Wonder               | Stevie Wonder               | Stevie Wonder               | Stevie Wonder               | Stevie Wonder               | Stevie Wonder               | Stevie Wonder               | Stevie Wonder               | Stevie Wonder               | Stevie Wonder               | Stevie Wonder               | Stevie Wonder               | Stevie Wonder               | Stevie Wonder               | Stevie Wonder               | Stevie Wonder               | Stevie Wonder               | Stevie Wonder               | Stevie Wonder               | Stevie Wonder               | Stevie Wonder               | 8     | 8     | 8     | 8     | 8     | 8     | 8     | 8     | 8     | 8     | 8     | 8     | 8     | 8     | 8     | 8     | 8     | 8     | 8     | 8     | 8     | 8     | 8     | 8     | 8     | 8     | 8     | 8     | 8     | 8     | 8     | 8     | 8     | 8     | 8     | 8     | 8     | 8     | 8     | 8     | 8     | 8     | 8     | 8     | 8     | 8     | 8     | 8     | 8     | 8     | 8     | 8     | 8     | 8     | 8     | 8     | 8     | 8     | 8     | 8     | 8     | 8     | 8     | 8     | 8     | 8     | 8     | 8     | 8     | 8     | 8     | 8     | 8     | 8     | 8     | 8     | 8     | 8     | 8     | 8     | 8     | 8     | 8     | 8     | 8     | 8     | 8     | 8     | 8     | 8     | 8     | 8     | 8     | 8     | 8     | 8     | 8     | 8     | 8     | 8     | Safe       | Safe       | Safe       | Safe       | Safe       | Safe       | Safe       | Safe       | Safe       | Safe       | Safe       | Safe       | Safe       | Safe       | Safe       | Safe       | Safe       | Safe       | Safe       | Safe       | Safe       | Safe       | Safe       | Safe       | Safe       | Safe       | Safe       | Safe       | Safe       | Safe       | Safe       | Safe       | Safe       | Safe       | Safe       | Safe       | Safe       | Safe       | Safe       | Safe       | Safe       | Safe       | Safe       | Safe       | Safe       | Safe       | Safe       | Safe       | Safe       | Safe       | Safe       | Safe       | Safe       | Safe       | Safe       | Safe       | Safe       | Safe       | Safe       | Safe       | Safe       | Safe       | Safe       | Safe       | Safe       | Safe       | Safe       | Safe       | Safe       | Safe       | Safe       | Safe       | Safe       | Safe       | Safe       | Safe       | Safe       | Safe       | Safe       | Safe       | Safe       | Safe       | Safe       | Safe       | Safe       | Safe       | Safe       | Safe       | Safe       | Safe       | Safe       | Safe       | Safe       | Safe       | Safe       | Safe       | Safe       | Safe       | Safe       | Safe       |
| Top 20 (10 Men) | Top 20 (10 Men) | Top 20 (10 Men) | Top 20 (10 Men) | Top 20 (10 Men) | Top 20 (10 Men) | Top 20 (10 Men) | Top 20 (10 Men) | Top 20 (10 Men) | Top 20 (10 Men) | Top 20 (10 Men) | Top 20 (10 Men) | Top 20 (10 Men) | Top 20 (10 Men) | Top 20 (10 Men) | Top 20 (10 Men) | Top 20 (10 Men) | Top 20 (10 Men) | Top 20 (10 Men) | Top 20 (10 Men) | Top 20 (10 Men) | Top 20 (10 Men) | Top 20 (10 Men) | Top 20 (10 Men) | Top 20 (10 Men) | Top 20 (10 Men) | Top 20 (10 Men) | Top 20 (10 Men) | Top 20 (10 Men) | Top 20 (10 Men) | Top 20 (10 Men) | Top 20 (10 Men) | Top 20 (10 Men) | Top 20 (10 Men) | Top 20 (10 Men) | Top 20 (10 Men) | Top 20 (10 Men) | Top 20 (10 Men) | Top 20 (10 Men) | Top 20 (10 Men) | Top 20 (10 Men) | Top 20 (10 Men) | Top 20 (10 Men) | Top 20 (10 Men) | Top 20 (10 Men) | Top 20 (10 Men) | Top 20 (10 Men) | Top 20 (10 Men) | Top 20 (10 Men) | Top 20 (10 Men) | Top 20 (10 Men) | Top 20 (10 Men) | Top 20 (10 Men) | Top 20 (10 Men) | Top 20 (10 Men) | Top 20 (10 Men) | Top 20 (10 Men) | Top 20 (10 Men) | Top 20 (10 Men) | Top 20 (10 Men) | Top 20 (10 Men) | Top 20 (10 Men) | Top 20 (10 Men) | Top 20 (10 Men) | Top 20 (10 Men) | Top 20 (10 Men) | Top 20 (10 Men) | Top 20 (10 Men) | Top 20 (10 Men) | Top 20 (10 Men) | Top 20 (10 Men) | Top 20 (10 Men) | Top 20 (10 Men) | Top 20 (10 Men) | Top 20 (10 Men) | Top 20 (10 Men) | Top 20 (10 Men) | Top 20 (10 Men) | Top 20 (10 Men) | Top 20 (10 Men) | Top 20 (10 Men) | Top 20 (10 Men) | Top 20 (10 Men) | Top 20 (10 Men) | Top 20 (10 Men) | Top 20 (10 Men) | Top 20 (10 Men) | Top 20 (10 Men) | Top 20 (10 Men) | Top 20 (10 Men) | Top 20 (10 Men) | Top 20 (10 Men) | Top 20 (10 Men) | Top 20 (10 Men) | Top 20 (10 Men) | Top 20 (10 Men) | Top 20 (10 Men) | Top 20 (10 Men) | Top 20 (10 Men) | Top 20 (10 Men) | N/A                                       | N/A                                       | N/A                                       | N/A                                       | N/A                                       | N/A                                       | N/A                                       | N/A                                       | N/A                                       | N/A                                       | N/A                                       | N/A                                       | N/A                                       | N/A                                       | N/A                                       | N/A                                       | N/A                                       | N/A                                       | N/A                                       | N/A                                       | N/A                                       | N/A                                       | N/A                                       | N/A                                       | N/A                                       | N/A                                       | N/A                                       | N/A                                       | N/A                                       | N/A                                       | N/A                                       | N/A                                       | N/A                                       | N/A                                       | N/A                                       | N/A                                       | N/A                                       | N/A                                       | N/A                                       | N/A                                       | N/A                                       | N/A                                       | N/A                                       | N/A                                       | N/A                                       | N/A                                       | N/A                                       | N/A                                       | N/A                                       | N/A                                       | N/A                                       | N/A                                       | N/A                                       | N/A                                       | N/A                                       | N/A                                       | N/A                                       | N/A                                       | N/A                                       | N/A                                       | N/A                                       | N/A                                       | N/A                                       | N/A                                       | N/A                                       | N/A                                       | N/A                                       | N/A                                       | N/A                                       | N/A                                       | N/A                                       | N/A                                       | N/A                                       | N/A                                       | N/A                                       | N/A                                       | N/A                                       | N/A                                       | N/A                                       | N/A                                       | N/A                                       | N/A                                       | N/A                                       | N/A                                       | N/A                                       | N/A                                       | N/A                                       | N/A                                       | N/A                                       | N/A                                       | N/A                                       | N/A                                       | N/A                                       | N/A                                       | N/A                                       | N/A                                       | N/A                                       | N/A                                       | N/A                                       | N/A                                       | Steppin' Out With My Baby      | Steppin' Out With My Baby      | Steppin' Out With My Baby      | Steppin' Out With My Baby      | Steppin' Out With My Baby      | Steppin' Out With My Baby      | Steppin' Out With My Baby      | Steppin' Out With My Baby      | Steppin' Out With My Baby      | Steppin' Out With My Baby      | Steppin' Out With My Baby      | Steppin' Out With My Baby      | Steppin' Out With My Baby      | Steppin' Out With My Baby      | Steppin' Out With My Baby      | Steppin' Out With My Baby      | Steppin' Out With My Baby      | Steppin' Out With My Baby      | Steppin' Out With My Baby      | Steppin' Out With My Baby      | Steppin' Out With My Baby      | Steppin' Out With My Baby      | Steppin' Out With My Baby      | Steppin' Out With My Baby      | Steppin' Out With My Baby      | Steppin' Out With My Baby      | Steppin' Out With My Baby      | Steppin' Out With My Baby      | Steppin' Out With My Baby      | Steppin' Out With My Baby      | Steppin' Out With My Baby      | Steppin' Out With My Baby      | Steppin' Out With My Baby      | Steppin' Out With My Baby      | Steppin' Out With My Baby      | Steppin' Out With My Baby      | Steppin' Out With My Baby      | Steppin' Out With My Baby      | Steppin' Out With My Baby      | Steppin' Out With My Baby      | Steppin' Out With My Baby      | Steppin' Out With My Baby      | Steppin' Out With My Baby      | Steppin' Out With My Baby      | Steppin' Out With My Baby      | Steppin' Out With My Baby      | Steppin' Out With My Baby      | Steppin' Out With My Baby      | Steppin' Out With My Baby      | Steppin' Out With My Baby      | Steppin' Out With My Baby      | Steppin' Out With My Baby      | Steppin' Out With My Baby      | Steppin' Out With My Baby      | Steppin' Out With My Baby      | Steppin' Out With My Baby      | Steppin' Out With My Baby      | Steppin' Out With My Baby      | Steppin' Out With My Baby      | Steppin' Out With My Baby      | Steppin' Out With My Baby      | Steppin' Out With My Baby      | Steppin' Out With My Baby      | Steppin' Out With My Baby      | Steppin' Out With My Baby      | Steppin' Out With My Baby      | Steppin' Out With My Baby      | Steppin' Out With My Baby      | Steppin' Out With My Baby      | Steppin' Out With My Baby      | Steppin' Out With My Baby      | Steppin' Out With My Baby      | Steppin' Out With My Baby      | Steppin' Out With My Baby      | Steppin' Out With My Baby      | Steppin' Out With My Baby      | Steppin' Out With My Baby      | Steppin' Out With My Baby      | Steppin' Out With My Baby      | Steppin' Out With My Baby      | Steppin' Out With My Baby      | Steppin' Out With My Baby      | Steppin' Out With My Baby      | Steppin' Out With My Baby      | Steppin' Out With My Baby      | Steppin' Out With My Baby      | Steppin' Out With My Baby      | Steppin' Out With My Baby      | Steppin' Out With My Baby      | Steppin' Out With My Baby      | Steppin' Out With My Baby      | Steppin' Out With My Baby      | Steppin' Out With My Baby      | Steppin' Out With My Baby      | Steppin' Out With My Baby      | Steppin' Out With My Baby      | Steppin' Out With My Baby      | Steppin' Out With My Baby      | Steppin' Out With My Baby      | Steppin' Out With My Baby      | Irving Berlin               | Irving Berlin               | Irving Berlin               | Irving Berlin               | Irving Berlin               | Irving Berlin               | Irving Berlin               | Irving Berlin               | Irving Berlin               | Irving Berlin               | Irving Berlin               | Irving Berlin               | Irving Berlin               | Irving Berlin               | Irving Berlin               | Irving Berlin               | Irving Berlin               | Irving Berlin               | Irving Berlin               | Irving Berlin               | Irving Berlin               | Irving Berlin               | Irving Berlin               | Irving Berlin               | Irving Berlin               | Irving Berlin               | Irving Berlin               | Irving Berlin               | Irving Berlin               | Irving Berlin               | Irving Berlin               | Irving Berlin               | Irving Berlin               | Irving Berlin               | Irving Berlin               | Irving Berlin               | Irving Berlin               | Irving Berlin               | Irving Berlin               | Irving Berlin               | Irving Berlin               | Irving Berlin               | Irving Berlin               | Irving Berlin               | Irving Berlin               | Irving Berlin               | Irving Berlin               | Irving Berlin               | Irving Berlin               | Irving Berlin               | Irving Berlin               | Irving Berlin               | Irving Berlin               | Irving Berlin               | Irving Berlin               | Irving Berlin               | Irving Berlin               | Irving Berlin               | Irving Berlin               | Irving Berlin               | Irving Berlin               | Irving Berlin               | Irving Berlin               | Irving Berlin               | Irving Berlin               | Irving Berlin               | Irving Berlin               | Irving Berlin               | Irving Berlin               | Irving Berlin               | Irving Berlin               | Irving Berlin               | Irving Berlin               | Irving Berlin               | Irving Berlin               | Irving Berlin               | Irving Berlin               | Irving Berlin               | Irving Berlin               | Irving Berlin               | Irving Berlin               | Irving Berlin               | Irving Berlin               | Irving Berlin               | Irving Berlin               | Irving Berlin               | Irving Berlin               | Irving Berlin               | Irving Berlin               | Irving Berlin               | Irving Berlin               | Irving Berlin               | Irving Berlin               | Irving Berlin               | Irving Berlin               | Irving Berlin               | Irving Berlin               | Irving Berlin               | Irving Berlin               | Irving Berlin               | 4     | 4     | 4     | 4     | 4     | 4     | 4     | 4     | 4     | 4     | 4     | 4     | 4     | 4     | 4     | 4     | 4     | 4     | 4     | 4     | 4     | 4     | 4     | 4     | 4     | 4     | 4     | 4     | 4     | 4     | 4     | 4     | 4     | 4     | 4     | 4     | 4     | 4     | 4     | 4     | 4     | 4     | 4     | 4     | 4     | 4     | 4     | 4     | 4     | 4     | 4     | 4     | 4     | 4     | 4     | 4     | 4     | 4     | 4     | 4     | 4     | 4     | 4     | 4     | 4     | 4     | 4     | 4     | 4     | 4     | 4     | 4     | 4     | 4     | 4     | 4     | 4     | 4     | 4     | 4     | 4     | 4     | 4     | 4     | 4     | 4     | 4     | 4     | 4     | 4     | 4     | 4     | 4     | 4     | 4     | 4     | 4     | 4     | 4     | 4     | Safe       | Safe       | Safe       | Safe       | Safe       | Safe       | Safe       | Safe       | Safe       | Safe       | Safe       | Safe       | Safe       | Safe       | Safe       | Safe       | Safe       | Safe       | Safe       | Safe       | Safe       | Safe       | Safe       | Safe       | Safe       | Safe       | Safe       | Safe       | Safe       | Safe       | Safe       | Safe       | Safe       | Safe       | Safe       | Safe       | Safe       | Safe       | Safe       | Safe       | Safe       | Safe       | Safe       | Safe       | Safe       | Safe       | Safe       | Safe       | Safe       | Safe       | Safe       | Safe       | Safe       | Safe       | Safe       | Safe       | Safe       | Safe       | Safe       | Safe       | Safe       | Safe       | Safe       | Safe       | Safe       | Safe       | Safe       | Safe       | Safe       | Safe       | Safe       | Safe       | Safe       | Safe       | Safe       | Safe       | Safe       | Safe       | Safe       | Safe       | Safe       | Safe       | Safe       | Safe       | Safe       | Safe       | Safe       | Safe       | Safe       | Safe       | Safe       | Safe       | Safe       | Safe       | Safe       | Safe       | Safe       | Safe       | Safe       | Safe       |
| Top 16 (8 Men)  | Top 16 (8 Men)  | Top 16 (8 Men)  | Top 16 (8 Men)  | Top 16 (8 Men)  | Top 16 (8 Men)  | Top 16 (8 Men)  | Top 16 (8 Men)  | Top 16 (8 Men)  | Top 16 (8 Men)  | Top 16 (8 Men)  | Top 16 (8 Men)  | Top 16 (8 Men)  | Top 16 (8 Men)  | Top 16 (8 Men)  | Top 16 (8 Men)  | Top 16 (8 Men)  | Top 16 (8 Men)  | Top 16 (8 Men)  | Top 16 (8 Men)  | Top 16 (8 Men)  | Top 16 (8 Men)  | Top 16 (8 Men)  | Top 16 (8 Men)  | Top 16 (8 Men)  | Top 16 (8 Men)  | Top 16 (8 Men)  | Top 16 (8 Men)  | Top 16 (8 Men)  | Top 16 (8 Men)  | Top 16 (8 Men)  | Top 16 (8 Men)  | Top 16 (8 Men)  | Top 16 (8 Men)  | Top 16 (8 Men)  | Top 16 (8 Men)  | Top 16 (8 Men)  | Top 16 (8 Men)  | Top 16 (8 Men)  | Top 16 (8 Men)  | Top 16 (8 Men)  | Top 16 (8 Men)  | Top 16 (8 Men)  | Top 16 (8 Men)  | Top 16 (8 Men)  | Top 16 (8 Men)  | Top 16 (8 Men)  | Top 16 (8 Men)  | Top 16 (8 Men)  | Top 16 (8 Men)  | Top 16 (8 Men)  | Top 16 (8 Men)  | Top 16 (8 Men)  | Top 16 (8 Men)  | Top 16 (8 Men)  | Top 16 (8 Men)  | Top 16 (8 Men)  | Top 16 (8 Men)  | Top 16 (8 Men)  | Top 16 (8 Men)  | Top 16 (8 Men)  | Top 16 (8 Men)  | Top 16 (8 Men)  | Top 16 (8 Men)  | Top 16 (8 Men)  | Top 16 (8 Men)  | Top 16 (8 Men)  | Top 16 (8 Men)  | Top 16 (8 Men)  | Top 16 (8 Men)  | Top 16 (8 Men)  | Top 16 (8 Men)  | Top 16 (8 Men)  | Top 16 (8 Men)  | Top 16 (8 Men)  | Top 16 (8 Men)  | Top 16 (8 Men)  | Top 16 (8 Men)  | Top 16 (8 Men)  | Top 16 (8 Men)  | Top 16 (8 Men)  | Top 16 (8 Men)  | Top 16 (8 Men)  | Top 16 (8 Men)  | Top 16 (8 Men)  | Top 16 (8 Men)  | Top 16 (8 Men)  | Top 16 (8 Men)  | Top 16 (8 Men)  | Top 16 (8 Men)  | Top 16 (8 Men)  | Top 16 (8 Men)  | Top 16 (8 Men)  | Top 16 (8 Men)  | Top 16 (8 Men)  | Top 16 (8 Men)  | Top 16 (8 Men)  | Top 16 (8 Men)  | Top 16 (8 Men)  | Top 16 (8 Men)  | N/A                                       | N/A                                       | N/A                                       | N/A                                       | N/A                                       | N/A                                       | N/A                                       | N/A                                       | N/A                                       | N/A                                       | N/A                                       | N/A                                       | N/A                                       | N/A                                       | N/A                                       | N/A                                       | N/A                                       | N/A                                       | N/A                                       | N/A                                       | N/A                                       | N/A                                       | N/A                                       | N/A                                       | N/A                                       | N/A                                       | N/A                                       | N/A                                       | N/A                                       | N/A                                       | N/A                                       | N/A                                       | N/A                                       | N/A                                       | N/A                                       | N/A                                       | N/A                                       | N/A                                       | N/A                                       | N/A                                       | N/A                                       | N/A                                       | N/A                                       | N/A                                       | N/A                                       | N/A                                       | N/A                                       | N/A                                       | N/A                                       | N/A                                       | N/A                                       | N/A                                       | N/A                                       | N/A                                       | N/A                                       | N/A                                       | N/A                                       | N/A                                       | N/A                                       | N/A                                       | N/A                                       | N/A                                       | N/A                                       | N/A                                       | N/A                                       | N/A                                       | N/A                                       | N/A                                       | N/A                                       | N/A                                       | N/A                                       | N/A                                       | N/A                                       | N/A                                       | N/A                                       | N/A                                       | N/A                                       | N/A                                       | N/A                                       | N/A                                       | N/A                                       | N/A                                       | N/A                                       | N/A                                       | N/A                                       | N/A                                       | N/A                                       | N/A                                       | N/A                                       | N/A                                       | N/A                                       | N/A                                       | N/A                                       | N/A                                       | N/A                                       | N/A                                       | N/A                                       | N/A                                       | N/A                                       | N/A                                       | Waiting on the World to Change | Waiting on the World to Change | Waiting on the World to Change | Waiting on the World to Change | Waiting on the World to Change | Waiting on the World to Change | Waiting on the World to Change | Waiting on the World to Change | Waiting on the World to Change | Waiting on the World to Change | Waiting on the World to Change | Waiting on the World to Change | Waiting on the World to Change | Waiting on the World to Change | Waiting on the World to Change | Waiting on the World to Change | Waiting on the World to Change | Waiting on the World to Change | Waiting on the World to Change | Waiting on the World to Change | Waiting on the World to Change | Waiting on the World to Change | Waiting on the World to Change | Waiting on the World to Change | Waiting on the World to Change | Waiting on the World to Change | Waiting on the World to Change | Waiting on the World to Change | Waiting on the World to Change | Waiting on the World to Change | Waiting on the World to Change | Waiting on the World to Change | Waiting on the World to Change | Waiting on the World to Change | Waiting on the World to Change | Waiting on the World to Change | Waiting on the World to Change | Waiting on the World to Change | Waiting on the World to Change | Waiting on the World to Change | Waiting on the World to Change | Waiting on the World to Change | Waiting on the World to Change | Waiting on the World to Change | Waiting on the World to Change | Waiting on the World to Change | Waiting on the World to Change | Waiting on the World to Change | Waiting on the World to Change | Waiting on the World to Change | Waiting on the World to Change | Waiting on the World to Change | Waiting on the World to Change | Waiting on the World to Change | Waiting on the World to Change | Waiting on the World to Change | Waiting on the World to Change | Waiting on the World to Change | Waiting on the World to Change | Waiting on the World to Change | Waiting on the World to Change | Waiting on the World to Change | Waiting on the World to Change | Waiting on the World to Change | Waiting on the World to Change | Waiting on the World to Change | Waiting on the World to Change | Waiting on the World to Change | Waiting on the World to Change | Waiting on the World to Change | Waiting on the World to Change | Waiting on the World to Change | Waiting on the World to Change | Waiting on the World to Change | Waiting on the World to Change | Waiting on the World to Change | Waiting on the World to Change | Waiting on the World to Change | Waiting on the World to Change | Waiting on the World to Change | Waiting on the World to Change | Waiting on the World to Change | Waiting on the World to Change | Waiting on the World to Change | Waiting on the World to Change | Waiting on the World to Change | Waiting on the World to Change | Waiting on the World to Change | Waiting on the World to Change | Waiting on the World to Change | Waiting on the World to Change | Waiting on the World to Change | Waiting on the World to Change | Waiting on the World to Change | Waiting on the World to Change | Waiting on the World to Change | Waiting on the World to Change | Waiting on the World to Change | Waiting on the World to Change | Waiting on the World to Change | John Mayer                  | John Mayer                  | John Mayer                  | John Mayer                  | John Mayer                  | John Mayer                  | John Mayer                  | John Mayer                  | John Mayer                  | John Mayer                  | John Mayer                  | John Mayer                  | John Mayer                  | John Mayer                  | John Mayer                  | John Mayer                  | John Mayer                  | John Mayer                  | John Mayer                  | John Mayer                  | John Mayer                  | John Mayer                  | John Mayer                  | John Mayer                  | John Mayer                  | John Mayer                  | John Mayer                  | John Mayer                  | John Mayer                  | John Mayer                  | John Mayer                  | John Mayer                  | John Mayer                  | John Mayer                  | John Mayer                  | John Mayer                  | John Mayer                  | John Mayer                  | John Mayer                  | John Mayer                  | John Mayer                  | John Mayer                  | John Mayer                  | John Mayer                  | John Mayer                  | John Mayer                  | John Mayer                  | John Mayer                  | John Mayer                  | John Mayer                  | John Mayer                  | John Mayer                  | John Mayer                  | John Mayer                  | John Mayer                  | John Mayer                  | John Mayer                  | John Mayer                  | John Mayer                  | John Mayer                  | John Mayer                  | John Mayer                  | John Mayer                  | John Mayer                  | John Mayer                  | John Mayer                  | John Mayer                  | John Mayer                  | John Mayer                  | John Mayer                  | John Mayer                  | John Mayer                  | John Mayer                  | John Mayer                  | John Mayer                  | John Mayer                  | John Mayer                  | John Mayer                  | John Mayer                  | John Mayer                  | John Mayer                  | John Mayer                  | John Mayer                  | John Mayer                  | John Mayer                  | John Mayer                  | John Mayer                  | John Mayer                  | John Mayer                  | John Mayer                  | John Mayer                  | John Mayer                  | John Mayer                  | John Mayer                  | John Mayer                  | John Mayer                  | John Mayer                  | John Mayer                  | John Mayer                  | John Mayer                  | 2     | 2     | 2     | 2     | 2     | 2     | 2     | 2     | 2     | 2     | 2     | 2     | 2     | 2     | 2     | 2     | 2     | 2     | 2     | 2     | 2     | 2     | 2     | 2     | 2     | 2     | 2     | 2     | 2     | 2     | 2     | 2     | 2     | 2     | 2     | 2     | 2     | 2     | 2     | 2     | 2     | 2     | 2     | 2     | 2     | 2     | 2     | 2     | 2     | 2     | 2     | 2     | 2     | 2     | 2     | 2     | 2     | 2     | 2     | 2     | 2     | 2     | 2     | 2     | 2     | 2     | 2     | 2     | 2     | 2     | 2     | 2     | 2     | 2     | 2     | 2     | 2     | 2     | 2     | 2     | 2     | 2     | 2     | 2     | 2     | 2     | 2     | 2     | 2     | 2     | 2     | 2     | 2     | 2     | 2     | 2     | 2     | 2     | 2     | 2     | Safe       | Safe       | Safe       | Safe       | Safe       | Safe       | Safe       | Safe       | Safe       | Safe       | Safe       | Safe       | Safe       | Safe       | Safe       | Safe       | Safe       | Safe       | Safe       | Safe       | Safe       | Safe       | Safe       | Safe       | Safe       | Safe       | Safe       | Safe       | Safe       | Safe       | Safe       | Safe       | Safe       | Safe       | Safe       | Safe       | Safe       | Safe       | Safe       | Safe       | Safe       | Safe       | Safe       | Safe       | Safe       | Safe       | Safe       | Safe       | Safe       | Safe       | Safe       | Safe       | Safe       | Safe       | Safe       | Safe       | Safe       | Safe       | Safe       | Safe       | Safe       | Safe       | Safe       | Safe       | Safe       | Safe       | Safe       | Safe       | Safe       | Safe       | Safe       | Safe       | Safe       | Safe       | Safe       | Safe       | Safe       | Safe       | Safe       | Safe       | Safe       | Safe       | Safe       | Safe       | Safe       | Safe       | Safe       | Safe       | Safe       | Safe       | Safe       | Safe       | Safe       | Safe       | Safe       | Safe       | Safe       | Safe       | Safe       | Safe       |
| Top 12          | Top 12          | Top 12          | Top 12          | Top 12          | Top 12          | Top 12          | Top 12          | Top 12          | Top 12          | Top 12          | Top 12          | Top 12          | Top 12          | Top 12          | Top 12          | Top 12          | Top 12          | Top 12          | Top 12          | Top 12          | Top 12          | Top 12          | Top 12          | Top 12          | Top 12          | Top 12          | Top 12          | Top 12          | Top 12          | Top 12          | Top 12          | Top 12          | Top 12          | Top 12          | Top 12          | Top 12          | Top 12          | Top 12          | Top 12          | Top 12          | Top 12          | Top 12          | Top 12          | Top 12          | Top 12          | Top 12          | Top 12          | Top 12          | Top 12          | Top 12          | Top 12          | Top 12          | Top 12          | Top 12          | Top 12          | Top 12          | Top 12          | Top 12          | Top 12          | Top 12          | Top 12          | Top 12          | Top 12          | Top 12          | Top 12          | Top 12          | Top 12          | Top 12          | Top 12          | Top 12          | Top 12          | Top 12          | Top 12          | Top 12          | Top 12          | Top 12          | Top 12          | Top 12          | Top 12          | Top 12          | Top 12          | Top 12          | Top 12          | Top 12          | Top 12          | Top 12          | Top 12          | Top 12          | Top 12          | Top 12          | Top 12          | Top 12          | Top 12          | Top 12          | Top 12          | Top 12          | Top 12          | Top 12          | Top 12          | Diana Ross                                | Diana Ross                                | Diana Ross                                | Diana Ross                                | Diana Ross                                | Diana Ross                                | Diana Ross                                | Diana Ross                                | Diana Ross                                | Diana Ross                                | Diana Ross                                | Diana Ross                                | Diana Ross                                | Diana Ross                                | Diana Ross                                | Diana Ross                                | Diana Ross                                | Diana Ross                                | Diana Ross                                | Diana Ross                                | Diana Ross                                | Diana Ross                                | Diana Ross                                | Diana Ross                                | Diana Ross                                | Diana Ross                                | Diana Ross                                | Diana Ross                                | Diana Ross                                | Diana Ross                                | Diana Ross                                | Diana Ross                                | Diana Ross                                | Diana Ross                                | Diana Ross                                | Diana Ross                                | Diana Ross                                | Diana Ross                                | Diana Ross                                | Diana Ross                                | Diana Ross                                | Diana Ross                                | Diana Ross                                | Diana Ross                                | Diana Ross                                | Diana Ross                                | Diana Ross                                | Diana Ross                                | Diana Ross                                | Diana Ross                                | Diana Ross                                | Diana Ross                                | Diana Ross                                | Diana Ross                                | Diana Ross                                | Diana Ross                                | Diana Ross                                | Diana Ross                                | Diana Ross                                | Diana Ross                                | Diana Ross                                | Diana Ross                                | Diana Ross                                | Diana Ross                                | Diana Ross                                | Diana Ross                                | Diana Ross                                | Diana Ross                                | Diana Ross                                | Diana Ross                                | Diana Ross                                | Diana Ross                                | Diana Ross                                | Diana Ross                                | Diana Ross                                | Diana Ross                                | Diana Ross                                | Diana Ross                                | Diana Ross                                | Diana Ross                                | Diana Ross                                | Diana Ross                                | Diana Ross                                | Diana Ross                                | Diana Ross                                | Diana Ross                                | Diana Ross                                | Diana Ross                                | Diana Ross                                | Diana Ross                                | Diana Ross                                | Diana Ross                                | Diana Ross                                | Diana Ross                                | Diana Ross                                | Diana Ross                                | Diana Ross                                | Diana Ross                                | Diana Ross                                | Diana Ross                                | Ain't No Mountain High Enough  | Ain't No Mountain High Enough  | Ain't No Mountain High Enough  | Ain't No Mountain High Enough  | Ain't No Mountain High Enough  | Ain't No Mountain High Enough  | Ain't No Mountain High Enough  | Ain't No Mountain High Enough  | Ain't No Mountain High Enough  | Ain't No Mountain High Enough  | Ain't No Mountain High Enough  | Ain't No Mountain High Enough  | Ain't No Mountain High Enough  | Ain't No Mountain High Enough  | Ain't No Mountain High Enough  | Ain't No Mountain High Enough  | Ain't No Mountain High Enough  | Ain't No Mountain High Enough  | Ain't No Mountain High Enough  | Ain't No Mountain High Enough  | Ain't No Mountain High Enough  | Ain't No Mountain High Enough  | Ain't No Mountain High Enough  | Ain't No Mountain High Enough  | Ain't No Mountain High Enough  | Ain't No Mountain High Enough  | Ain't No Mountain High Enough  | Ain't No Mountain High Enough  | Ain't No Mountain High Enough  | Ain't No Mountain High Enough  | Ain't No Mountain High Enough  | Ain't No Mountain High Enough  | Ain't No Mountain High Enough  | Ain't No Mountain High Enough  | Ain't No Mountain High Enough  | Ain't No Mountain High Enough  | Ain't No Mountain High Enough  | Ain't No Mountain High Enough  | Ain't No Mountain High Enough  | Ain't No Mountain High Enough  | Ain't No Mountain High Enough  | Ain't No Mountain High Enough  | Ain't No Mountain High Enough  | Ain't No Mountain High Enough  | Ain't No Mountain High Enough  | Ain't No Mountain High Enough  | Ain't No Mountain High Enough  | Ain't No Mountain High Enough  | Ain't No Mountain High Enough  | Ain't No Mountain High Enough  | Ain't No Mountain High Enough  | Ain't No Mountain High Enough  | Ain't No Mountain High Enough  | Ain't No Mountain High Enough  | Ain't No Mountain High Enough  | Ain't No Mountain High Enough  | Ain't No Mountain High Enough  | Ain't No Mountain High Enough  | Ain't No Mountain High Enough  | Ain't No Mountain High Enough  | Ain't No Mountain High Enough  | Ain't No Mountain High Enough  | Ain't No Mountain High Enough  | Ain't No Mountain High Enough  | Ain't No Mountain High Enough  | Ain't No Mountain High Enough  | Ain't No Mountain High Enough  | Ain't No Mountain High Enough  | Ain't No Mountain High Enough  | Ain't No Mountain High Enough  | Ain't No Mountain High Enough  | Ain't No Mountain High Enough  | Ain't No Mountain High Enough  | Ain't No Mountain High Enough  | Ain't No Mountain High Enough  | Ain't No Mountain High Enough  | Ain't No Mountain High Enough  | Ain't No Mountain High Enough  | Ain't No Mountain High Enough  | Ain't No Mountain High Enough  | Ain't No Mountain High Enough  | Ain't No Mountain High Enough  | Ain't No Mountain High Enough  | Ain't No Mountain High Enough  | Ain't No Mountain High Enough  | Ain't No Mountain High Enough  | Ain't No Mountain High Enough  | Ain't No Mountain High Enough  | Ain't No Mountain High Enough  | Ain't No Mountain High Enough  | Ain't No Mountain High Enough  | Ain't No Mountain High Enough  | Ain't No Mountain High Enough  | Ain't No Mountain High Enough  | Ain't No Mountain High Enough  | Ain't No Mountain High Enough  | Ain't No Mountain High Enough  | Ain't No Mountain High Enough  | Ain't No Mountain High Enough  | Ain't No Mountain High Enough  | Marvin Gaye & Tammi Terrell | Marvin Gaye & Tammi Terrell | Marvin Gaye & Tammi Terrell | Marvin Gaye & Tammi Terrell | Marvin Gaye & Tammi Terrell | Marvin Gaye & Tammi Terrell | Marvin Gaye & Tammi Terrell | Marvin Gaye & Tammi Terrell | Marvin Gaye & Tammi Terrell | Marvin Gaye & Tammi Terrell | Marvin Gaye & Tammi Terrell | Marvin Gaye & Tammi Terrell | Marvin Gaye & Tammi Terrell | Marvin Gaye & Tammi Terrell | Marvin Gaye & Tammi Terrell | Marvin Gaye & Tammi Terrell | Marvin Gaye & Tammi Terrell | Marvin Gaye & Tammi Terrell | Marvin Gaye & Tammi Terrell | Marvin Gaye & Tammi Terrell | Marvin Gaye & Tammi Terrell | Marvin Gaye & Tammi Terrell | Marvin Gaye & Tammi Terrell | Marvin Gaye & Tammi Terrell | Marvin Gaye & Tammi Terrell | Marvin Gaye & Tammi Terrell | Marvin Gaye & Tammi Terrell | Marvin Gaye & Tammi Terrell | Marvin Gaye & Tammi Terrell | Marvin Gaye & Tammi Terrell | Marvin Gaye & Tammi Terrell | Marvin Gaye & Tammi Terrell | Marvin Gaye & Tammi Terrell | Marvin Gaye & Tammi Terrell | Marvin Gaye & Tammi Terrell | Marvin Gaye & Tammi Terrell | Marvin Gaye & Tammi Terrell | Marvin Gaye & Tammi Terrell | Marvin Gaye & Tammi Terrell | Marvin Gaye & Tammi Terrell | Marvin Gaye & Tammi Terrell | Marvin Gaye & Tammi Terrell | Marvin Gaye & Tammi Terrell | Marvin Gaye & Tammi Terrell | Marvin Gaye & Tammi Terrell | Marvin Gaye & Tammi Terrell | Marvin Gaye & Tammi Terrell | Marvin Gaye & Tammi Terrell | Marvin Gaye & Tammi Terrell | Marvin Gaye & Tammi Terrell | Marvin Gaye & Tammi Terrell | Marvin Gaye & Tammi Terrell | Marvin Gaye & Tammi Terrell | Marvin Gaye & Tammi Terrell | Marvin Gaye & Tammi Terrell | Marvin Gaye & Tammi Terrell | Marvin Gaye & Tammi Terrell | Marvin Gaye & Tammi Terrell | Marvin Gaye & Tammi Terrell | Marvin Gaye & Tammi Terrell | Marvin Gaye & Tammi Terrell | Marvin Gaye & Tammi Terrell | Marvin Gaye & Tammi Terrell | Marvin Gaye & Tammi Terrell | Marvin Gaye & Tammi Terrell | Marvin Gaye & Tammi Terrell | Marvin Gaye & Tammi Terrell | Marvin Gaye & Tammi Terrell | Marvin Gaye & Tammi Terrell | Marvin Gaye & Tammi Terrell | Marvin Gaye & Tammi Terrell | Marvin Gaye & Tammi Terrell | Marvin Gaye & Tammi Terrell | Marvin Gaye & Tammi Terrell | Marvin Gaye & Tammi Terrell | Marvin Gaye & Tammi Terrell | Marvin Gaye & Tammi Terrell | Marvin Gaye & Tammi Terrell | Marvin Gaye & Tammi Terrell | Marvin Gaye & Tammi Terrell | Marvin Gaye & Tammi Terrell | Marvin Gaye & Tammi Terrell | Marvin Gaye & Tammi Terrell | Marvin Gaye & Tammi Terrell | Marvin Gaye & Tammi Terrell | Marvin Gaye & Tammi Terrell | Marvin Gaye & Tammi Terrell | Marvin Gaye & Tammi Terrell | Marvin Gaye & Tammi Terrell | Marvin Gaye & Tammi Terrell | Marvin Gaye & Tammi Terrell | Marvin Gaye & Tammi Terrell | Marvin Gaye & Tammi Terrell | Marvin Gaye & Tammi Terrell | Marvin Gaye & Tammi Terrell | Marvin Gaye & Tammi Terrell | Marvin Gaye & Tammi Terrell | Marvin Gaye & Tammi Terrell | Marvin Gaye & Tammi Terrell | Marvin Gaye & Tammi Terrell | 5     | 5     | 5     | 5     | 5     | 5     | 5     | 5     | 5     | 5     | 5     | 5     | 5     | 5     | 5     | 5     | 5     | 5     | 5     | 5     | 5     | 5     | 5     | 5     | 5     | 5     | 5     | 5     | 5     | 5     | 5     | 5     | 5     | 5     | 5     | 5     | 5     | 5     | 5     | 5     | 5     | 5     | 5     | 5     | 5     | 5     | 5     | 5     | 5     | 5     | 5     | 5     | 5     | 5     | 5     | 5     | 5     | 5     | 5     | 5     | 5     | 5     | 5     | 5     | 5     | 5     | 5     | 5     | 5     | 5     | 5     | 5     | 5     | 5     | 5     | 5     | 5     | 5     | 5     | 5     | 5     | 5     | 5     | 5     | 5     | 5     | 5     | 5     | 5     | 5     | 5     | 5     | 5     | 5     | 5     | 5     | 5     | 5     | 5     | 5     | Bottom 2   | Bottom 2   | Bottom 2   | Bottom 2   | Bottom 2   | Bottom 2   | Bottom 2   | Bottom 2   | Bottom 2   | Bottom 2   | Bottom 2   | Bottom 2   | Bottom 2   | Bottom 2   | Bottom 2   | Bottom 2   | Bottom 2   | Bottom 2   | Bottom 2   | Bottom 2   | Bottom 2   | Bottom 2   | Bottom 2   | Bottom 2   | Bottom 2   | Bottom 2   | Bottom 2   | Bottom 2   | Bottom 2   | Bottom 2   | Bottom 2   | Bottom 2   | Bottom 2   | Bottom 2   | Bottom 2   | Bottom 2   | Bottom 2   | Bottom 2   | Bottom 2   | Bottom 2   | Bottom 2   | Bottom 2   | Bottom 2   | Bottom 2   | Bottom 2   | Bottom 2   | Bottom 2   | Bottom 2   | Bottom 2   | Bottom 2   | Bottom 2   | Bottom 2   | Bottom 2   | Bottom 2   | Bottom 2   | Bottom 2   | Bottom 2   | Bottom 2   | Bottom 2   | Bottom 2   | Bottom 2   | Bottom 2   | Bottom 2   | Bottom 2   | Bottom 2   | Bottom 2   | Bottom 2   | Bottom 2   | Bottom 2   | Bottom 2   | Bottom 2   | Bottom 2   | Bottom 2   | Bottom 2   | Bottom 2   | Bottom 2   | Bottom 2   | Bottom 2   | Bottom 2   | Bottom 2   | Bottom 2   | Bottom 2   | Bottom 2   | Bottom 2   | Bottom 2   | Bottom 2   | Bottom 2   | Bottom 2   | Bottom 2   | Bottom 2   | Bottom 2   | Bottom 2   | Bottom 2   | Bottom 2   | Bottom 2   | Bottom 2   | Bottom 2   | Bottom 2   | Bottom 2   | Bottom 2   |
| Top 11          | Top 11          | Top 11          | Top 11          | Top 11          | Top 11          | Top 11          | Top 11          | Top 11          | Top 11          | Top 11          | Top 11          | Top 11          | Top 11          | Top 11          | Top 11          | Top 11          | Top 11          | Top 11          | Top 11          | Top 11          | Top 11          | Top 11          | Top 11          | Top 11          | Top 11          | Top 11          | Top 11          | Top 11          | Top 11          | Top 11          | Top 11          | Top 11          | Top 11          | Top 11          | Top 11          | Top 11          | Top 11          | Top 11          | Top 11          | Top 11          | Top 11          | Top 11          | Top 11          | Top 11          | Top 11          | Top 11          | Top 11          | Top 11          | Top 11          | Top 11          | Top 11          | Top 11          | Top 11          | Top 11          | Top 11          | Top 11          | Top 11          | Top 11          | Top 11          | Top 11          | Top 11          | Top 11          | Top 11          | Top 11          | Top 11          | Top 11          | Top 11          | Top 11          | Top 11          | Top 11          | Top 11          | Top 11          | Top 11          | Top 11          | Top 11          | Top 11          | Top 11          | Top 11          | Top 11          | Top 11          | Top 11          | Top 11          | Top 11          | Top 11          | Top 11          | Top 11          | Top 11          | Top 11          | Top 11          | Top 11          | Top 11          | Top 11          | Top 11          | Top 11          | Top 11          | Top 11          | Top 11          | Top 11          | Top 11          | British Invasion                          | British Invasion                          | British Invasion                          | British Invasion                          | British Invasion                          | British Invasion                          | British Invasion                          | British Invasion                          | British Invasion                          | British Invasion                          | British Invasion                          | British Invasion                          | British Invasion                          | British Invasion                          | British Invasion                          | British Invasion                          | British Invasion                          | British Invasion                          | British Invasion                          | British Invasion                          | British Invasion                          | British Invasion                          | British Invasion                          | British Invasion                          | British Invasion                          | British Invasion                          | British Invasion                          | British Invasion                          | British Invasion                          | British Invasion                          | British Invasion                          | British Invasion                          | British Invasion                          | British Invasion                          | British Invasion                          | British Invasion                          | British Invasion                          | British Invasion                          | British Invasion                          | British Invasion                          | British Invasion                          | British Invasion                          | British Invasion                          | British Invasion                          | British Invasion                          | British Invasion                          | British Invasion                          | British Invasion                          | British Invasion                          | British Invasion                          | British Invasion                          | British Invasion                          | British Invasion                          | British Invasion                          | British Invasion                          | British Invasion                          | British Invasion                          | British Invasion                          | British Invasion                          | British Invasion                          | British Invasion                          | British Invasion                          | British Invasion                          | British Invasion                          | British Invasion                          | British Invasion                          | British Invasion                          | British Invasion                          | British Invasion                          | British Invasion                          | British Invasion                          | British Invasion                          | British Invasion                          | British Invasion                          | British Invasion                          | British Invasion                          | British Invasion                          | British Invasion                          | British Invasion                          | British Invasion                          | British Invasion                          | British Invasion                          | British Invasion                          | British Invasion                          | British Invasion                          | British Invasion                          | British Invasion                          | British Invasion                          | British Invasion                          | British Invasion                          | British Invasion                          | British Invasion                          | British Invasion                          | British Invasion                          | British Invasion                          | British Invasion                          | British Invasion                          | British Invasion                          | British Invasion                          | British Invasion                          | You Really Got Me              | You Really Got Me              | You Really Got Me              | You Really Got Me              | You Really Got Me              | You Really Got Me              | You Really Got Me              | You Really Got Me              | You Really Got Me              | You Really Got Me              | You Really Got Me              | You Really Got Me              | You Really Got Me              | You Really Got Me              | You Really Got Me              | You Really Got Me              | You Really Got Me              | You Really Got Me              | You Really Got Me              | You Really Got Me              | You Really Got Me              | You Really Got Me              | You Really Got Me              | You Really Got Me              | You Really Got Me              | You Really Got Me              | You Really Got Me              | You Really Got Me              | You Really Got Me              | You Really Got Me              | You Really Got Me              | You Really Got Me              | You Really Got Me              | You Really Got Me              | You Really Got Me              | You Really Got Me              | You Really Got Me              | You Really Got Me              | You Really Got Me              | You Really Got Me              | You Really Got Me              | You Really Got Me              | You Really Got Me              | You Really Got Me              | You Really Got Me              | You Really Got Me              | You Really Got Me              | You Really Got Me              | You Really Got Me              | You Really Got Me              | You Really Got Me              | You Really Got Me              | You Really Got Me              | You Really Got Me              | You Really Got Me              | You Really Got Me              | You Really Got Me              | You Really Got Me              | You Really Got Me              | You Really Got Me              | You Really Got Me              | You Really Got Me              | You Really Got Me              | You Really Got Me              | You Really Got Me              | You Really Got Me              | You Really Got Me              | You Really Got Me              | You Really Got Me              | You Really Got Me              | You Really Got Me              | You Really Got Me              | You Really Got Me              | You Really Got Me              | You Really Got Me              | You Really Got Me              | You Really Got Me              | You Really Got Me              | You Really Got Me              | You Really Got Me              | You Really Got Me              | You Really Got Me              | You Really Got Me              | You Really Got Me              | You Really Got Me              | You Really Got Me              | You Really Got Me              | You Really Got Me              | You Really Got Me              | You Really Got Me              | You Really Got Me              | You Really Got Me              | You Really Got Me              | You Really Got Me              | You Really Got Me              | You Really Got Me              | You Really Got Me              | You Really Got Me              | You Really Got Me              | You Really Got Me              | The Kinks                   | The Kinks                   | The Kinks                   | The Kinks                   | The Kinks                   | The Kinks                   | The Kinks                   | The Kinks                   | The Kinks                   | The Kinks                   | The Kinks                   | The Kinks                   | The Kinks                   | The Kinks                   | The Kinks                   | The Kinks                   | The Kinks                   | The Kinks                   | The Kinks                   | The Kinks                   | The Kinks                   | The Kinks                   | The Kinks                   | The Kinks                   | The Kinks                   | The Kinks                   | The Kinks                   | The Kinks                   | The Kinks                   | The Kinks                   | The Kinks                   | The Kinks                   | The Kinks                   | The Kinks                   | The Kinks                   | The Kinks                   | The Kinks                   | The Kinks                   | The Kinks                   | The Kinks                   | The Kinks                   | The Kinks                   | The Kinks                   | The Kinks                   | The Kinks                   | The Kinks                   | The Kinks                   | The Kinks                   | The Kinks                   | The Kinks                   | The Kinks                   | The Kinks                   | The Kinks                   | The Kinks                   | The Kinks                   | The Kinks                   | The Kinks                   | The Kinks                   | The Kinks                   | The Kinks                   | The Kinks                   | The Kinks                   | The Kinks                   | The Kinks                   | The Kinks                   | The Kinks                   | The Kinks                   | The Kinks                   | The Kinks                   | The Kinks                   | The Kinks                   | The Kinks                   | The Kinks                   | The Kinks                   | The Kinks                   | The Kinks                   | The Kinks                   | The Kinks                   | The Kinks                   | The Kinks                   | The Kinks                   | The Kinks                   | The Kinks                   | The Kinks                   | The Kinks                   | The Kinks                   | The Kinks                   | The Kinks                   | The Kinks                   | The Kinks                   | The Kinks                   | The Kinks                   | The Kinks                   | The Kinks                   | The Kinks                   | The Kinks                   | The Kinks                   | The Kinks                   | The Kinks                   | The Kinks                   | 8     | 8     | 8     | 8     | 8     | 8     | 8     | 8     | 8     | 8     | 8     | 8     | 8     | 8     | 8     | 8     | 8     | 8     | 8     | 8     | 8     | 8     | 8     | 8     | 8     | 8     | 8     | 8     | 8     | 8     | 8     | 8     | 8     | 8     | 8     | 8     | 8     | 8     | 8     | 8     | 8     | 8     | 8     | 8     | 8     | 8     | 8     | 8     | 8     | 8     | 8     | 8     | 8     | 8     | 8     | 8     | 8     | 8     | 8     | 8     | 8     | 8     | 8     | 8     | 8     | 8     | 8     | 8     | 8     | 8     | 8     | 8     | 8     | 8     | 8     | 8     | 8     | 8     | 8     | 8     | 8     | 8     | 8     | 8     | 8     | 8     | 8     | 8     | 8     | 8     | 8     | 8     | 8     | 8     | 8     | 8     | 8     | 8     | 8     | 8     | Safe       | Safe       | Safe       | Safe       | Safe       | Safe       | Safe       | Safe       | Safe       | Safe       | Safe       | Safe       | Safe       | Safe       | Safe       | Safe       | Safe       | Safe       | Safe       | Safe       | Safe       | Safe       | Safe       | Safe       | Safe       | Safe       | Safe       | Safe       | Safe       | Safe       | Safe       | Safe       | Safe       | Safe       | Safe       | Safe       | Safe       | Safe       | Safe       | Safe       | Safe       | Safe       | Safe       | Safe       | Safe       | Safe       | Safe       | Safe       | Safe       | Safe       | Safe       | Safe       | Safe       | Safe       | Safe       | Safe       | Safe       | Safe       | Safe       | Safe       | Safe       | Safe       | Safe       | Safe       | Safe       | Safe       | Safe       | Safe       | Safe       | Safe       | Safe       | Safe       | Safe       | Safe       | Safe       | Safe       | Safe       | Safe       | Safe       | Safe       | Safe       | Safe       | Safe       | Safe       | Safe       | Safe       | Safe       | Safe       | Safe       | Safe       | Safe       | Safe       | Safe       | Safe       | Safe       | Safe       | Safe       | Safe       | Safe       | Safe       |
| Top 10          | Top 10          | Top 10          | Top 10          | Top 10          | Top 10          | Top 10          | Top 10          | Top 10          | Top 10          | Top 10          | Top 10          | Top 10          | Top 10          | Top 10          | Top 10          | Top 10          | Top 10          | Top 10          | Top 10          | Top 10          | Top 10          | Top 10          | Top 10          | Top 10          | Top 10          | Top 10          | Top 10          | Top 10          | Top 10          | Top 10          | Top 10          | Top 10          | Top 10          | Top 10          | Top 10          | Top 10          | Top 10          | Top 10          | Top 10          | Top 10          | Top 10          | Top 10          | Top 10          | Top 10          | Top 10          | Top 10          | Top 10          | Top 10          | Top 10          | Top 10          | Top 10          | Top 10          | Top 10          | Top 10          | Top 10          | Top 10          | Top 10          | Top 10          | Top 10          | Top 10          | Top 10          | Top 10          | Top 10          | Top 10          | Top 10          | Top 10          | Top 10          | Top 10          | Top 10          | Top 10          | Top 10          | Top 10          | Top 10          | Top 10          | Top 10          | Top 10          | Top 10          | Top 10          | Top 10          | Top 10          | Top 10          | Top 10          | Top 10          | Top 10          | Top 10          | Top 10          | Top 10          | Top 10          | Top 10          | Top 10          | Top 10          | Top 10          | Top 10          | Top 10          | Top 10          | Top 10          | Top 10          | Top 10          | Top 10          | No Doubt/Artists who inspire Gwen Stefani | No Doubt/Artists who inspire Gwen Stefani | No Doubt/Artists who inspire Gwen Stefani | No Doubt/Artists who inspire Gwen Stefani | No Doubt/Artists who inspire Gwen Stefani | No Doubt/Artists who inspire Gwen Stefani | No Doubt/Artists who inspire Gwen Stefani | No Doubt/Artists who inspire Gwen Stefani | No Doubt/Artists who inspire Gwen Stefani | No Doubt/Artists who inspire Gwen Stefani | No Doubt/Artists who inspire Gwen Stefani | No Doubt/Artists who inspire Gwen Stefani | No Doubt/Artists who inspire Gwen Stefani | No Doubt/Artists who inspire Gwen Stefani | No Doubt/Artists who inspire Gwen Stefani | No Doubt/Artists who inspire Gwen Stefani | No Doubt/Artists who inspire Gwen Stefani | No Doubt/Artists who inspire Gwen Stefani | No Doubt/Artists who inspire Gwen Stefani | No Doubt/Artists who inspire Gwen Stefani | No Doubt/Artists who inspire Gwen Stefani | No Doubt/Artists who inspire Gwen Stefani | No Doubt/Artists who inspire Gwen Stefani | No Doubt/Artists who inspire Gwen Stefani | No Doubt/Artists who inspire Gwen Stefani | No Doubt/Artists who inspire Gwen Stefani | No Doubt/Artists who inspire Gwen Stefani | No Doubt/Artists who inspire Gwen Stefani | No Doubt/Artists who inspire Gwen Stefani | No Doubt/Artists who inspire Gwen Stefani | No Doubt/Artists who inspire Gwen Stefani | No Doubt/Artists who inspire Gwen Stefani | No Doubt/Artists who inspire Gwen Stefani | No Doubt/Artists who inspire Gwen Stefani | No Doubt/Artists who inspire Gwen Stefani | No Doubt/Artists who inspire Gwen Stefani | No Doubt/Artists who inspire Gwen Stefani | No Doubt/Artists who inspire Gwen Stefani | No Doubt/Artists who inspire Gwen Stefani | No Doubt/Artists who inspire Gwen Stefani | No Doubt/Artists who inspire Gwen Stefani | No Doubt/Artists who inspire Gwen Stefani | No Doubt/Artists who inspire Gwen Stefani | No Doubt/Artists who inspire Gwen Stefani | No Doubt/Artists who inspire Gwen Stefani | No Doubt/Artists who inspire Gwen Stefani | No Doubt/Artists who inspire Gwen Stefani | No Doubt/Artists who inspire Gwen Stefani | No Doubt/Artists who inspire Gwen Stefani | No Doubt/Artists who inspire Gwen Stefani | No Doubt/Artists who inspire Gwen Stefani | No Doubt/Artists who inspire Gwen Stefani | No Doubt/Artists who inspire Gwen Stefani | No Doubt/Artists who inspire Gwen Stefani | No Doubt/Artists who inspire Gwen Stefani | No Doubt/Artists who inspire Gwen Stefani | No Doubt/Artists who inspire Gwen Stefani | No Doubt/Artists who inspire Gwen Stefani | No Doubt/Artists who inspire Gwen Stefani | No Doubt/Artists who inspire Gwen Stefani | No Doubt/Artists who inspire Gwen Stefani | No Doubt/Artists who inspire Gwen Stefani | No Doubt/Artists who inspire Gwen Stefani | No Doubt/Artists who inspire Gwen Stefani | No Doubt/Artists who inspire Gwen Stefani | No Doubt/Artists who inspire Gwen Stefani | No Doubt/Artists who inspire Gwen Stefani | No Doubt/Artists who inspire Gwen Stefani | No Doubt/Artists who inspire Gwen Stefani | No Doubt/Artists who inspire Gwen Stefani | No Doubt/Artists who inspire Gwen Stefani | No Doubt/Artists who inspire Gwen Stefani | No Doubt/Artists who inspire Gwen Stefani | No Doubt/Artists who inspire Gwen Stefani | No Doubt/Artists who inspire Gwen Stefani | No Doubt/Artists who inspire Gwen Stefani | No Doubt/Artists who inspire Gwen Stefani | No Doubt/Artists who inspire Gwen Stefani | No Doubt/Artists who inspire Gwen Stefani | No Doubt/Artists who inspire Gwen Stefani | No Doubt/Artists who inspire Gwen Stefani | No Doubt/Artists who inspire Gwen Stefani | No Doubt/Artists who inspire Gwen Stefani | No Doubt/Artists who inspire Gwen Stefani | No Doubt/Artists who inspire Gwen Stefani | No Doubt/Artists who inspire Gwen Stefani | No Doubt/Artists who inspire Gwen Stefani | No Doubt/Artists who inspire Gwen Stefani | No Doubt/Artists who inspire Gwen Stefani | No Doubt/Artists who inspire Gwen Stefani | No Doubt/Artists who inspire Gwen Stefani | No Doubt/Artists who inspire Gwen Stefani | No Doubt/Artists who inspire Gwen Stefani | No Doubt/Artists who inspire Gwen Stefani | No Doubt/Artists who inspire Gwen Stefani | No Doubt/Artists who inspire Gwen Stefani | No Doubt/Artists who inspire Gwen Stefani | No Doubt/Artists who inspire Gwen Stefani | No Doubt/Artists who inspire Gwen Stefani | No Doubt/Artists who inspire Gwen Stefani | Bathwater                      | Bathwater                      | Bathwater                      | Bathwater                      | Bathwater                      | Bathwater                      | Bathwater                      | Bathwater                      | Bathwater                      | Bathwater                      | Bathwater                      | Bathwater                      | Bathwater                      | Bathwater                      | Bathwater                      | Bathwater                      | Bathwater                      | Bathwater                      | Bathwater                      | Bathwater                      | Bathwater                      | Bathwater                      | Bathwater                      | Bathwater                      | Bathwater                      | Bathwater                      | Bathwater                      | Bathwater                      | Bathwater                      | Bathwater                      | Bathwater                      | Bathwater                      | Bathwater                      | Bathwater                      | Bathwater                      | Bathwater                      | Bathwater                      | Bathwater                      | Bathwater                      | Bathwater                      | Bathwater                      | Bathwater                      | Bathwater                      | Bathwater                      | Bathwater                      | Bathwater                      | Bathwater                      | Bathwater                      | Bathwater                      | Bathwater                      | Bathwater                      | Bathwater                      | Bathwater                      | Bathwater                      | Bathwater                      | Bathwater                      | Bathwater                      | Bathwater                      | Bathwater                      | Bathwater                      | Bathwater                      | Bathwater                      | Bathwater                      | Bathwater                      | Bathwater                      | Bathwater                      | Bathwater                      | Bathwater                      | Bathwater                      | Bathwater                      | Bathwater                      | Bathwater                      | Bathwater                      | Bathwater                      | Bathwater                      | Bathwater                      | Bathwater                      | Bathwater                      | Bathwater                      | Bathwater                      | Bathwater                      | Bathwater                      | Bathwater                      | Bathwater                      | Bathwater                      | Bathwater                      | Bathwater                      | Bathwater                      | Bathwater                      | Bathwater                      | Bathwater                      | Bathwater                      | Bathwater                      | Bathwater                      | Bathwater                      | Bathwater                      | Bathwater                      | Bathwater                      | Bathwater                      | Bathwater                      | No Doubt                    | No Doubt                    | No Doubt                    | No Doubt                    | No Doubt                    | No Doubt                    | No Doubt                    | No Doubt                    | No Doubt                    | No Doubt                    | No Doubt                    | No Doubt                    | No Doubt                    | No Doubt                    | No Doubt                    | No Doubt                    | No Doubt                    | No Doubt                    | No Doubt                    | No Doubt                    | No Doubt                    | No Doubt                    | No Doubt                    | No Doubt                    | No Doubt                    | No Doubt                    | No Doubt                    | No Doubt                    | No Doubt                    | No Doubt                    | No Doubt                    | No Doubt                    | No Doubt                    | No Doubt                    | No Doubt                    | No Doubt                    | No Doubt                    | No Doubt                    | No Doubt                    | No Doubt                    | No Doubt                    | No Doubt                    | No Doubt                    | No Doubt                    | No Doubt                    | No Doubt                    | No Doubt                    | No Doubt                    | No Doubt                    | No Doubt                    | No Doubt                    | No Doubt                    | No Doubt                    | No Doubt                    | No Doubt                    | No Doubt                    | No Doubt                    | No Doubt                    | No Doubt                    | No Doubt                    | No Doubt                    | No Doubt                    | No Doubt                    | No Doubt                    | No Doubt                    | No Doubt                    | No Doubt                    | No Doubt                    | No Doubt                    | No Doubt                    | No Doubt                    | No Doubt                    | No Doubt                    | No Doubt                    | No Doubt                    | No Doubt                    | No Doubt                    | No Doubt                    | No Doubt                    | No Doubt                    | No Doubt                    | No Doubt                    | No Doubt                    | No Doubt                    | No Doubt                    | No Doubt                    | No Doubt                    | No Doubt                    | No Doubt                    | No Doubt                    | No Doubt                    | No Doubt                    | No Doubt                    | No Doubt                    | No Doubt                    | No Doubt                    | No Doubt                    | No Doubt                    | No Doubt                    | No Doubt                    | 4     | 4     | 4     | 4     | 4     | 4     | 4     | 4     | 4     | 4     | 4     | 4     | 4     | 4     | 4     | 4     | 4     | 4     | 4     | 4     | 4     | 4     | 4     | 4     | 4     | 4     | 4     | 4     | 4     | 4     | 4     | 4     | 4     | 4     | 4     | 4     | 4     | 4     | 4     | 4     | 4     | 4     | 4     | 4     | 4     | 4     | 4     | 4     | 4     | 4     | 4     | 4     | 4     | 4     | 4     | 4     | 4     | 4     | 4     | 4     | 4     | 4     | 4     | 4     | 4     | 4     | 4     | 4     | 4     | 4     | 4     | 4     | 4     | 4     | 4     | 4     | 4     | 4     | 4     | 4     | 4     | 4     | 4     | 4     | 4     | 4     | 4     | 4     | 4     | 4     | 4     | 4     | 4     | 4     | 4     | 4     | 4     | 4     | 4     | 4     | Safe       | Safe       | Safe       | Safe       | Safe       | Safe       | Safe       | Safe       | Safe       | Safe       | Safe       | Safe       | Safe       | Safe       | Safe       | Safe       | Safe       | Safe       | Safe       | Safe       | Safe       | Safe       | Safe       | Safe       | Safe       | Safe       | Safe       | Safe       | Safe       | Safe       | Safe       | Safe       | Safe       | Safe       | Safe       | Safe       | Safe       | Safe       | Safe       | Safe       | Safe       | Safe       | Safe       | Safe       | Safe       | Safe       | Safe       | Safe       | Safe       | Safe       | Safe       | Safe       | Safe       | Safe       | Safe       | Safe       | Safe       | Safe       | Safe       | Safe       | Safe       | Safe       | Safe       | Safe       | Safe       | Safe       | Safe       | Safe       | Safe       | Safe       | Safe       | Safe       | Safe       | Safe       | Safe       | Safe       | Safe       | Safe       | Safe       | Safe       | Safe       | Safe       | Safe       | Safe       | Safe       | Safe       | Safe       | Safe       | Safe       | Safe       | Safe       | Safe       | Safe       | Safe       | Safe       | Safe       | Safe       | Safe       | Safe       | Safe       |
| Top 9           | Top 9           | Top 9           | Top 9           | Top 9           | Top 9           | Top 9           | Top 9           | Top 9           | Top 9           | Top 9           | Top 9           | Top 9           | Top 9           | Top 9           | Top 9           | Top 9           | Top 9           | Top 9           | Top 9           | Top 9           | Top 9           | Top 9           | Top 9           | Top 9           | Top 9           | Top 9           | Top 9           | Top 9           | Top 9           | Top 9           | Top 9           | Top 9           | Top 9           | Top 9           | Top 9           | Top 9           | Top 9           | Top 9           | Top 9           | Top 9           | Top 9           | Top 9           | Top 9           | Top 9           | Top 9           | Top 9           | Top 9           | Top 9           | Top 9           | Top 9           | Top 9           | Top 9           | Top 9           | Top 9           | Top 9           | Top 9           | Top 9           | Top 9           | Top 9           | Top 9           | Top 9           | Top 9           | Top 9           | Top 9           | Top 9           | Top 9           | Top 9           | Top 9           | Top 9           | Top 9           | Top 9           | Top 9           | Top 9           | Top 9           | Top 9           | Top 9           | Top 9           | Top 9           | Top 9           | Top 9           | Top 9           | Top 9           | Top 9           | Top 9           | Top 9           | Top 9           | Top 9           | Top 9           | Top 9           | Top 9           | Top 9           | Top 9           | Top 9           | Top 9           | Top 9           | Top 9           | Top 9           | Top 9           | Top 9           | American Classics                         | American Classics                         | American Classics                         | American Classics                         | American Classics                         | American Classics                         | American Classics                         | American Classics                         | American Classics                         | American Classics                         | American Classics                         | American Classics                         | American Classics                         | American Classics                         | American Classics                         | American Classics                         | American Classics                         | American Classics                         | American Classics                         | American Classics                         | American Classics                         | American Classics                         | American Classics                         | American Classics                         | American Classics                         | American Classics                         | American Classics                         | American Classics                         | American Classics                         | American Classics                         | American Classics                         | American Classics                         | American Classics                         | American Classics                         | American Classics                         | American Classics                         | American Classics                         | American Classics                         | American Classics                         | American Classics                         | American Classics                         | American Classics                         | American Classics                         | American Classics                         | American Classics                         | American Classics                         | American Classics                         | American Classics                         | American Classics                         | American Classics                         | American Classics                         | American Classics                         | American Classics                         | American Classics                         | American Classics                         | American Classics                         | American Classics                         | American Classics                         | American Classics                         | American Classics                         | American Classics                         | American Classics                         | American Classics                         | American Classics                         | American Classics                         | American Classics                         | American Classics                         | American Classics                         | American Classics                         | American Classics                         | American Classics                         | American Classics                         | American Classics                         | American Classics                         | American Classics                         | American Classics                         | American Classics                         | American Classics                         | American Classics                         | American Classics                         | American Classics                         | American Classics                         | American Classics                         | American Classics                         | American Classics                         | American Classics                         | American Classics                         | American Classics                         | American Classics                         | American Classics                         | American Classics                         | American Classics                         | American Classics                         | American Classics                         | American Classics                         | American Classics                         | American Classics                         | American Classics                         | American Classics                         | American Classics                         | Cheek to Cheek                 | Cheek to Cheek                 | Cheek to Cheek                 | Cheek to Cheek                 | Cheek to Cheek                 | Cheek to Cheek                 | Cheek to Cheek                 | Cheek to Cheek                 | Cheek to Cheek                 | Cheek to Cheek                 | Cheek to Cheek                 | Cheek to Cheek                 | Cheek to Cheek                 | Cheek to Cheek                 | Cheek to Cheek                 | Cheek to Cheek                 | Cheek to Cheek                 | Cheek to Cheek                 | Cheek to Cheek                 | Cheek to Cheek                 | Cheek to Cheek                 | Cheek to Cheek                 | Cheek to Cheek                 | Cheek to Cheek                 | Cheek to Cheek                 | Cheek to Cheek                 | Cheek to Cheek                 | Cheek to Cheek                 | Cheek to Cheek                 | Cheek to Cheek                 | Cheek to Cheek                 | Cheek to Cheek                 | Cheek to Cheek                 | Cheek to Cheek                 | Cheek to Cheek                 | Cheek to Cheek                 | Cheek to Cheek                 | Cheek to Cheek                 | Cheek to Cheek                 | Cheek to Cheek                 | Cheek to Cheek                 | Cheek to Cheek                 | Cheek to Cheek                 | Cheek to Cheek                 | Cheek to Cheek                 | Cheek to Cheek                 | Cheek to Cheek                 | Cheek to Cheek                 | Cheek to Cheek                 | Cheek to Cheek                 | Cheek to Cheek                 | Cheek to Cheek                 | Cheek to Cheek                 | Cheek to Cheek                 | Cheek to Cheek                 | Cheek to Cheek                 | Cheek to Cheek                 | Cheek to Cheek                 | Cheek to Cheek                 | Cheek to Cheek                 | Cheek to Cheek                 | Cheek to Cheek                 | Cheek to Cheek                 | Cheek to Cheek                 | Cheek to Cheek                 | Cheek to Cheek                 | Cheek to Cheek                 | Cheek to Cheek                 | Cheek to Cheek                 | Cheek to Cheek                 | Cheek to Cheek                 | Cheek to Cheek                 | Cheek to Cheek                 | Cheek to Cheek                 | Cheek to Cheek                 | Cheek to Cheek                 | Cheek to Cheek                 | Cheek to Cheek                 | Cheek to Cheek                 | Cheek to Cheek                 | Cheek to Cheek                 | Cheek to Cheek                 | Cheek to Cheek                 | Cheek to Cheek                 | Cheek to Cheek                 | Cheek to Cheek                 | Cheek to Cheek                 | Cheek to Cheek                 | Cheek to Cheek                 | Cheek to Cheek                 | Cheek to Cheek                 | Cheek to Cheek                 | Cheek to Cheek                 | Cheek to Cheek                 | Cheek to Cheek                 | Cheek to Cheek                 | Cheek to Cheek                 | Cheek to Cheek                 | Cheek to Cheek                 | Cheek to Cheek                 | Irving Berlin               | Irving Berlin               | Irving Berlin               | Irving Berlin               | Irving Berlin               | Irving Berlin               | Irving Berlin               | Irving Berlin               | Irving Berlin               | Irving Berlin               | Irving Berlin               | Irving Berlin               | Irving Berlin               | Irving Berlin               | Irving Berlin               | Irving Berlin               | Irving Berlin               | Irving Berlin               | Irving Berlin               | Irving Berlin               | Irving Berlin               | Irving Berlin               | Irving Berlin               | Irving Berlin               | Irving Berlin               | Irving Berlin               | Irving Berlin               | Irving Berlin               | Irving Berlin               | Irving Berlin               | Irving Berlin               | Irving Berlin               | Irving Berlin               | Irving Berlin               | Irving Berlin               | Irving Berlin               | Irving Berlin               | Irving Berlin               | Irving Berlin               | Irving Berlin               | Irving Berlin               | Irving Berlin               | Irving Berlin               | Irving Berlin               | Irving Berlin               | Irving Berlin               | Irving Berlin               | Irving Berlin               | Irving Berlin               | Irving Berlin               | Irving Berlin               | Irving Berlin               | Irving Berlin               | Irving Berlin               | Irving Berlin               | Irving Berlin               | Irving Berlin               | Irving Berlin               | Irving Berlin               | Irving Berlin               | Irving Berlin               | Irving Berlin               | Irving Berlin               | Irving Berlin               | Irving Berlin               | Irving Berlin               | Irving Berlin               | Irving Berlin               | Irving Berlin               | Irving Berlin               | Irving Berlin               | Irving Berlin               | Irving Berlin               | Irving Berlin               | Irving Berlin               | Irving Berlin               | Irving Berlin               | Irving Berlin               | Irving Berlin               | Irving Berlin               | Irving Berlin               | Irving Berlin               | Irving Berlin               | Irving Berlin               | Irving Berlin               | Irving Berlin               | Irving Berlin               | Irving Berlin               | Irving Berlin               | Irving Berlin               | Irving Berlin               | Irving Berlin               | Irving Berlin               | Irving Berlin               | Irving Berlin               | Irving Berlin               | Irving Berlin               | Irving Berlin               | Irving Berlin               | Irving Berlin               | 7     | 7     | 7     | 7     | 7     | 7     | 7     | 7     | 7     | 7     | 7     | 7     | 7     | 7     | 7     | 7     | 7     | 7     | 7     | 7     | 7     | 7     | 7     | 7     | 7     | 7     | 7     | 7     | 7     | 7     | 7     | 7     | 7     | 7     | 7     | 7     | 7     | 7     | 7     | 7     | 7     | 7     | 7     | 7     | 7     | 7     | 7     | 7     | 7     | 7     | 7     | 7     | 7     | 7     | 7     | 7     | 7     | 7     | 7     | 7     | 7     | 7     | 7     | 7     | 7     | 7     | 7     | 7     | 7     | 7     | 7     | 7     | 7     | 7     | 7     | 7     | 7     | 7     | 7     | 7     | 7     | 7     | 7     | 7     | 7     | 7     | 7     | 7     | 7     | 7     | 7     | 7     | 7     | 7     | 7     | 7     | 7     | 7     | 7     | 7     | Safe       | Safe       | Safe       | Safe       | Safe       | Safe       | Safe       | Safe       | Safe       | Safe       | Safe       | Safe       | Safe       | Safe       | Safe       | Safe       | Safe       | Safe       | Safe       | Safe       | Safe       | Safe       | Safe       | Safe       | Safe       | Safe       | Safe       | Safe       | Safe       | Safe       | Safe       | Safe       | Safe       | Safe       | Safe       | Safe       | Safe       | Safe       | Safe       | Safe       | Safe       | Safe       | Safe       | Safe       | Safe       | Safe       | Safe       | Safe       | Safe       | Safe       | Safe       | Safe       | Safe       | Safe       | Safe       | Safe       | Safe       | Safe       | Safe       | Safe       | Safe       | Safe       | Safe       | Safe       | Safe       | Safe       | Safe       | Safe       | Safe       | Safe       | Safe       | Safe       | Safe       | Safe       | Safe       | Safe       | Safe       | Safe       | Safe       | Safe       | Safe       | Safe       | Safe       | Safe       | Safe       | Safe       | Safe       | Safe       | Safe       | Safe       | Safe       | Safe       | Safe       | Safe       | Safe       | Safe       | Safe       | Safe       | Safe       | Safe       |
| Top 8           | Top 8           | Top 8           | Top 8           | Top 8           | Top 8           | Top 8           | Top 8           | Top 8           | Top 8           | Top 8           | Top 8           | Top 8           | Top 8           | Top 8           | Top 8           | Top 8           | Top 8           | Top 8           | Top 8           | Top 8           | Top 8           | Top 8           | Top 8           | Top 8           | Top 8           | Top 8           | Top 8           | Top 8           | Top 8           | Top 8           | Top 8           | Top 8           | Top 8           | Top 8           | Top 8           | Top 8           | Top 8           | Top 8           | Top 8           | Top 8           | Top 8           | Top 8           | Top 8           | Top 8           | Top 8           | Top 8           | Top 8           | Top 8           | Top 8           | Top 8           | Top 8           | Top 8           | Top 8           | Top 8           | Top 8           | Top 8           | Top 8           | Top 8           | Top 8           | Top 8           | Top 8           | Top 8           | Top 8           | Top 8           | Top 8           | Top 8           | Top 8           | Top 8           | Top 8           | Top 8           | Top 8           | Top 8           | Top 8           | Top 8           | Top 8           | Top 8           | Top 8           | Top 8           | Top 8           | Top 8           | Top 8           | Top 8           | Top 8           | Top 8           | Top 8           | Top 8           | Top 8           | Top 8           | Top 8           | Top 8           | Top 8           | Top 8           | Top 8           | Top 8           | Top 8           | Top 8           | Top 8           | Top 8           | Top 8           | Latin                                     | Latin                                     | Latin                                     | Latin                                     | Latin                                     | Latin                                     | Latin                                     | Latin                                     | Latin                                     | Latin                                     | Latin                                     | Latin                                     | Latin                                     | Latin                                     | Latin                                     | Latin                                     | Latin                                     | Latin                                     | Latin                                     | Latin                                     | Latin                                     | Latin                                     | Latin                                     | Latin                                     | Latin                                     | Latin                                     | Latin                                     | Latin                                     | Latin                                     | Latin                                     | Latin                                     | Latin                                     | Latin                                     | Latin                                     | Latin                                     | Latin                                     | Latin                                     | Latin                                     | Latin                                     | Latin                                     | Latin                                     | Latin                                     | Latin                                     | Latin                                     | Latin                                     | Latin                                     | Latin                                     | Latin                                     | Latin                                     | Latin                                     | Latin                                     | Latin                                     | Latin                                     | Latin                                     | Latin                                     | Latin                                     | Latin                                     | Latin                                     | Latin                                     | Latin                                     | Latin                                     | Latin                                     | Latin                                     | Latin                                     | Latin                                     | Latin                                     | Latin                                     | Latin                                     | Latin                                     | Latin                                     | Latin                                     | Latin                                     | Latin                                     | Latin                                     | Latin                                     | Latin                                     | Latin                                     | Latin                                     | Latin                                     | Latin                                     | Latin                                     | Latin                                     | Latin                                     | Latin                                     | Latin                                     | Latin                                     | Latin                                     | Latin                                     | Latin                                     | Latin                                     | Latin                                     | Latin                                     | Latin                                     | Latin                                     | Latin                                     | Latin                                     | Latin                                     | Latin                                     | Latin                                     | Latin                                     | Bésame mucho                   | Bésame mucho                   | Bésame mucho                   | Bésame mucho                   | Bésame mucho                   | Bésame mucho                   | Bésame mucho                   | Bésame mucho                   | Bésame mucho                   | Bésame mucho                   | Bésame mucho                   | Bésame mucho                   | Bésame mucho                   | Bésame mucho                   | Bésame mucho                   | Bésame mucho                   | Bésame mucho                   | Bésame mucho                   | Bésame mucho                   | Bésame mucho                   | Bésame mucho                   | Bésame mucho                   | Bésame mucho                   | Bésame mucho                   | Bésame mucho                   | Bésame mucho                   | Bésame mucho                   | Bésame mucho                   | Bésame mucho                   | Bésame mucho                   | Bésame mucho                   | Bésame mucho                   | Bésame mucho                   | Bésame mucho                   | Bésame mucho                   | Bésame mucho                   | Bésame mucho                   | Bésame mucho                   | Bésame mucho                   | Bésame mucho                   | Bésame mucho                   | Bésame mucho                   | Bésame mucho                   | Bésame mucho                   | Bésame mucho                   | Bésame mucho                   | Bésame mucho                   | Bésame mucho                   | Bésame mucho                   | Bésame mucho                   | Bésame mucho                   | Bésame mucho                   | Bésame mucho                   | Bésame mucho                   | Bésame mucho                   | Bésame mucho                   | Bésame mucho                   | Bésame mucho                   | Bésame mucho                   | Bésame mucho                   | Bésame mucho                   | Bésame mucho                   | Bésame mucho                   | Bésame mucho                   | Bésame mucho                   | Bésame mucho                   | Bésame mucho                   | Bésame mucho                   | Bésame mucho                   | Bésame mucho                   | Bésame mucho                   | Bésame mucho                   | Bésame mucho                   | Bésame mucho                   | Bésame mucho                   | Bésame mucho                   | Bésame mucho                   | Bésame mucho                   | Bésame mucho                   | Bésame mucho                   | Bésame mucho                   | Bésame mucho                   | Bésame mucho                   | Bésame mucho                   | Bésame mucho                   | Bésame mucho                   | Bésame mucho                   | Bésame mucho                   | Bésame mucho                   | Bésame mucho                   | Bésame mucho                   | Bésame mucho                   | Bésame mucho                   | Bésame mucho                   | Bésame mucho                   | Bésame mucho                   | Bésame mucho                   | Bésame mucho                   | Bésame mucho                   | Bésame mucho                   | Consuelo Velázquez          | Consuelo Velázquez          | Consuelo Velázquez          | Consuelo Velázquez          | Consuelo Velázquez          | Consuelo Velázquez          | Consuelo Velázquez          | Consuelo Velázquez          | Consuelo Velázquez          | Consuelo Velázquez          | Consuelo Velázquez          | Consuelo Velázquez          | Consuelo Velázquez          | Consuelo Velázquez          | Consuelo Velázquez          | Consuelo Velázquez          | Consuelo Velázquez          | Consuelo Velázquez          | Consuelo Velázquez          | Consuelo Velázquez          | Consuelo Velázquez          | Consuelo Velázquez          | Consuelo Velázquez          | Consuelo Velázquez          | Consuelo Velázquez          | Consuelo Velázquez          | Consuelo Velázquez          | Consuelo Velázquez          | Consuelo Velázquez          | Consuelo Velázquez          | Consuelo Velázquez          | Consuelo Velázquez          | Consuelo Velázquez          | Consuelo Velázquez          | Consuelo Velázquez          | Consuelo Velázquez          | Consuelo Velázquez          | Consuelo Velázquez          | Consuelo Velázquez          | Consuelo Velázquez          | Consuelo Velázquez          | Consuelo Velázquez          | Consuelo Velázquez          | Consuelo Velázquez          | Consuelo Velázquez          | Consuelo Velázquez          | Consuelo Velázquez          | Consuelo Velázquez          | Consuelo Velázquez          | Consuelo Velázquez          | Consuelo Velázquez          | Consuelo Velázquez          | Consuelo Velázquez          | Consuelo Velázquez          | Consuelo Velázquez          | Consuelo Velázquez          | Consuelo Velázquez          | Consuelo Velázquez          | Consuelo Velázquez          | Consuelo Velázquez          | Consuelo Velázquez          | Consuelo Velázquez          | Consuelo Velázquez          | Consuelo Velázquez          | Consuelo Velázquez          | Consuelo Velázquez          | Consuelo Velázquez          | Consuelo Velázquez          | Consuelo Velázquez          | Consuelo Velázquez          | Consuelo Velázquez          | Consuelo Velázquez          | Consuelo Velázquez          | Consuelo Velázquez          | Consuelo Velázquez          | Consuelo Velázquez          | Consuelo Velázquez          | Consuelo Velázquez          | Consuelo Velázquez          | Consuelo Velázquez          | Consuelo Velázquez          | Consuelo Velázquez          | Consuelo Velázquez          | Consuelo Velázquez          | Consuelo Velázquez          | Consuelo Velázquez          | Consuelo Velázquez          | Consuelo Velázquez          | Consuelo Velázquez          | Consuelo Velázquez          | Consuelo Velázquez          | Consuelo Velázquez          | Consuelo Velázquez          | Consuelo Velázquez          | Consuelo Velázquez          | Consuelo Velázquez          | Consuelo Velázquez          | Consuelo Velázquez          | Consuelo Velázquez          | Consuelo Velázquez          | 8     | 8     | 8     | 8     | 8     | 8     | 8     | 8     | 8     | 8     | 8     | 8     | 8     | 8     | 8     | 8     | 8     | 8     | 8     | 8     | 8     | 8     | 8     | 8     | 8     | 8     | 8     | 8     | 8     | 8     | 8     | 8     | 8     | 8     | 8     | 8     | 8     | 8     | 8     | 8     | 8     | 8     | 8     | 8     | 8     | 8     | 8     | 8     | 8     | 8     | 8     | 8     | 8     | 8     | 8     | 8     | 8     | 8     | 8     | 8     | 8     | 8     | 8     | 8     | 8     | 8     | 8     | 8     | 8     | 8     | 8     | 8     | 8     | 8     | 8     | 8     | 8     | 8     | 8     | 8     | 8     | 8     | 8     | 8     | 8     | 8     | 8     | 8     | 8     | 8     | 8     | 8     | 8     | 8     | 8     | 8     | 8     | 8     | 8     | 8     | Safe       | Safe       | Safe       | Safe       | Safe       | Safe       | Safe       | Safe       | Safe       | Safe       | Safe       | Safe       | Safe       | Safe       | Safe       | Safe       | Safe       | Safe       | Safe       | Safe       | Safe       | Safe       | Safe       | Safe       | Safe       | Safe       | Safe       | Safe       | Safe       | Safe       | Safe       | Safe       | Safe       | Safe       | Safe       | Safe       | Safe       | Safe       | Safe       | Safe       | Safe       | Safe       | Safe       | Safe       | Safe       | Safe       | Safe       | Safe       | Safe       | Safe       | Safe       | Safe       | Safe       | Safe       | Safe       | Safe       | Safe       | Safe       | Safe       | Safe       | Safe       | Safe       | Safe       | Safe       | Safe       | Safe       | Safe       | Safe       | Safe       | Safe       | Safe       | Safe       | Safe       | Safe       | Safe       | Safe       | Safe       | Safe       | Safe       | Safe       | Safe       | Safe       | Safe       | Safe       | Safe       | Safe       | Safe       | Safe       | Safe       | Safe       | Safe       | Safe       | Safe       | Safe       | Safe       | Safe       | Safe       | Safe       | Safe       | Safe       |
| Top 7           | Top 7           | Top 7           | Top 7           | Top 7           | Top 7           | Top 7           | Top 7           | Top 7           | Top 7           | Top 7           | Top 7           | Top 7           | Top 7           | Top 7           | Top 7           | Top 7           | Top 7           | Top 7           | Top 7           | Top 7           | Top 7           | Top 7           | Top 7           | Top 7           | Top 7           | Top 7           | Top 7           | Top 7           | Top 7           | Top 7           | Top 7           | Top 7           | Top 7           | Top 7           | Top 7           | Top 7           | Top 7           | Top 7           | Top 7           | Top 7           | Top 7           | Top 7           | Top 7           | Top 7           | Top 7           | Top 7           | Top 7           | Top 7           | Top 7           | Top 7           | Top 7           | Top 7           | Top 7           | Top 7           | Top 7           | Top 7           | Top 7           | Top 7           | Top 7           | Top 7           | Top 7           | Top 7           | Top 7           | Top 7           | Top 7           | Top 7           | Top 7           | Top 7           | Top 7           | Top 7           | Top 7           | Top 7           | Top 7           | Top 7           | Top 7           | Top 7           | Top 7           | Top 7           | Top 7           | Top 7           | Top 7           | Top 7           | Top 7           | Top 7           | Top 7           | Top 7           | Top 7           | Top 7           | Top 7           | Top 7           | Top 7           | Top 7           | Top 7           | Top 7           | Top 7           | Top 7           | Top 7           | Top 7           | Top 7           | Country                                   | Country                                   | Country                                   | Country                                   | Country                                   | Country                                   | Country                                   | Country                                   | Country                                   | Country                                   | Country                                   | Country                                   | Country                                   | Country                                   | Country                                   | Country                                   | Country                                   | Country                                   | Country                                   | Country                                   | Country                                   | Country                                   | Country                                   | Country                                   | Country                                   | Country                                   | Country                                   | Country                                   | Country                                   | Country                                   | Country                                   | Country                                   | Country                                   | Country                                   | Country                                   | Country                                   | Country                                   | Country                                   | Country                                   | Country                                   | Country                                   | Country                                   | Country                                   | Country                                   | Country                                   | Country                                   | Country                                   | Country                                   | Country                                   | Country                                   | Country                                   | Country                                   | Country                                   | Country                                   | Country                                   | Country                                   | Country                                   | Country                                   | Country                                   | Country                                   | Country                                   | Country                                   | Country                                   | Country                                   | Country                                   | Country                                   | Country                                   | Country                                   | Country                                   | Country                                   | Country                                   | Country                                   | Country                                   | Country                                   | Country                                   | Country                                   | Country                                   | Country                                   | Country                                   | Country                                   | Country                                   | Country                                   | Country                                   | Country                                   | Country                                   | Country                                   | Country                                   | Country                                   | Country                                   | Country                                   | Country                                   | Country                                   | Country                                   | Country                                   | Country                                   | Country                                   | Country                                   | Country                                   | Country                                   | Country                                   | Something to Talk About        | Something to Talk About        | Something to Talk About        | Something to Talk About        | Something to Talk About        | Something to Talk About        | Something to Talk About        | Something to Talk About        | Something to Talk About        | Something to Talk About        | Something to Talk About        | Something to Talk About        | Something to Talk About        | Something to Talk About        | Something to Talk About        | Something to Talk About        | Something to Talk About        | Something to Talk About        | Something to Talk About        | Something to Talk About        | Something to Talk About        | Something to Talk About        | Something to Talk About        | Something to Talk About        | Something to Talk About        | Something to Talk About        | Something to Talk About        | Something to Talk About        | Something to Talk About        | Something to Talk About        | Something to Talk About        | Something to Talk About        | Something to Talk About        | Something to Talk About        | Something to Talk About        | Something to Talk About        | Something to Talk About        | Something to Talk About        | Something to Talk About        | Something to Talk About        | Something to Talk About        | Something to Talk About        | Something to Talk About        | Something to Talk About        | Something to Talk About        | Something to Talk About        | Something to Talk About        | Something to Talk About        | Something to Talk About        | Something to Talk About        | Something to Talk About        | Something to Talk About        | Something to Talk About        | Something to Talk About        | Something to Talk About        | Something to Talk About        | Something to Talk About        | Something to Talk About        | Something to Talk About        | Something to Talk About        | Something to Talk About        | Something to Talk About        | Something to Talk About        | Something to Talk About        | Something to Talk About        | Something to Talk About        | Something to Talk About        | Something to Talk About        | Something to Talk About        | Something to Talk About        | Something to Talk About        | Something to Talk About        | Something to Talk About        | Something to Talk About        | Something to Talk About        | Something to Talk About        | Something to Talk About        | Something to Talk About        | Something to Talk About        | Something to Talk About        | Something to Talk About        | Something to Talk About        | Something to Talk About        | Something to Talk About        | Something to Talk About        | Something to Talk About        | Something to Talk About        | Something to Talk About        | Something to Talk About        | Something to Talk About        | Something to Talk About        | Something to Talk About        | Something to Talk About        | Something to Talk About        | Something to Talk About        | Something to Talk About        | Something to Talk About        | Something to Talk About        | Something to Talk About        | Something to Talk About        | Bonnie Raitt                | Bonnie Raitt                | Bonnie Raitt                | Bonnie Raitt                | Bonnie Raitt                | Bonnie Raitt                | Bonnie Raitt                | Bonnie Raitt                | Bonnie Raitt                | Bonnie Raitt                | Bonnie Raitt                | Bonnie Raitt                | Bonnie Raitt                | Bonnie Raitt                | Bonnie Raitt                | Bonnie Raitt                | Bonnie Raitt                | Bonnie Raitt                | Bonnie Raitt                | Bonnie Raitt                | Bonnie Raitt                | Bonnie Raitt                | Bonnie Raitt                | Bonnie Raitt                | Bonnie Raitt                | Bonnie Raitt                | Bonnie Raitt                | Bonnie Raitt                | Bonnie Raitt                | Bonnie Raitt                | Bonnie Raitt                | Bonnie Raitt                | Bonnie Raitt                | Bonnie Raitt                | Bonnie Raitt                | Bonnie Raitt                | Bonnie Raitt                | Bonnie Raitt                | Bonnie Raitt                | Bonnie Raitt                | Bonnie Raitt                | Bonnie Raitt                | Bonnie Raitt                | Bonnie Raitt                | Bonnie Raitt                | Bonnie Raitt                | Bonnie Raitt                | Bonnie Raitt                | Bonnie Raitt                | Bonnie Raitt                | Bonnie Raitt                | Bonnie Raitt                | Bonnie Raitt                | Bonnie Raitt                | Bonnie Raitt                | Bonnie Raitt                | Bonnie Raitt                | Bonnie Raitt                | Bonnie Raitt                | Bonnie Raitt                | Bonnie Raitt                | Bonnie Raitt                | Bonnie Raitt                | Bonnie Raitt                | Bonnie Raitt                | Bonnie Raitt                | Bonnie Raitt                | Bonnie Raitt                | Bonnie Raitt                | Bonnie Raitt                | Bonnie Raitt                | Bonnie Raitt                | Bonnie Raitt                | Bonnie Raitt                | Bonnie Raitt                | Bonnie Raitt                | Bonnie Raitt                | Bonnie Raitt                | Bonnie Raitt                | Bonnie Raitt                | Bonnie Raitt                | Bonnie Raitt                | Bonnie Raitt                | Bonnie Raitt                | Bonnie Raitt                | Bonnie Raitt                | Bonnie Raitt                | Bonnie Raitt                | Bonnie Raitt                | Bonnie Raitt                | Bonnie Raitt                | Bonnie Raitt                | Bonnie Raitt                | Bonnie Raitt                | Bonnie Raitt                | Bonnie Raitt                | Bonnie Raitt                | Bonnie Raitt                | Bonnie Raitt                | Bonnie Raitt                | 3     | 3     | 3     | 3     | 3     | 3     | 3     | 3     | 3     | 3     | 3     | 3     | 3     | 3     | 3     | 3     | 3     | 3     | 3     | 3     | 3     | 3     | 3     | 3     | 3     | 3     | 3     | 3     | 3     | 3     | 3     | 3     | 3     | 3     | 3     | 3     | 3     | 3     | 3     | 3     | 3     | 3     | 3     | 3     | 3     | 3     | 3     | 3     | 3     | 3     | 3     | 3     | 3     | 3     | 3     | 3     | 3     | 3     | 3     | 3     | 3     | 3     | 3     | 3     | 3     | 3     | 3     | 3     | 3     | 3     | 3     | 3     | 3     | 3     | 3     | 3     | 3     | 3     | 3     | 3     | 3     | 3     | 3     | 3     | 3     | 3     | 3     | 3     | 3     | 3     | 3     | 3     | 3     | 3     | 3     | 3     | 3     | 3     | 3     | 3     | Eliminated | Eliminated | Eliminated | Eliminated | Eliminated | Eliminated | Eliminated | Eliminated | Eliminated | Eliminated | Eliminated | Eliminated | Eliminated | Eliminated | Eliminated | Eliminated | Eliminated | Eliminated | Eliminated | Eliminated | Eliminated | Eliminated | Eliminated | Eliminated | Eliminated | Eliminated | Eliminated | Eliminated | Eliminated | Eliminated | Eliminated | Eliminated | Eliminated | Eliminated | Eliminated | Eliminated | Eliminated | Eliminated | Eliminated | Eliminated | Eliminated | Eliminated | Eliminated | Eliminated | Eliminated | Eliminated | Eliminated | Eliminated | Eliminated | Eliminated | Eliminated | Eliminated | Eliminated | Eliminated | Eliminated | Eliminated | Eliminated | Eliminated | Eliminated | Eliminated | Eliminated | Eliminated | Eliminated | Eliminated | Eliminated | Eliminated | Eliminated | Eliminated | Eliminated | Eliminated | Eliminated | Eliminated | Eliminated | Eliminated | Eliminated | Eliminated | Eliminated | Eliminated | Eliminated | Eliminated | Eliminated | Eliminated | Eliminated | Eliminated | Eliminated | Eliminated | Eliminated | Eliminated | Eliminated | Eliminated | Eliminated | Eliminated | Eliminated | Eliminated | Eliminated | Eliminated | Eliminated | Eliminated | Eliminated | Eliminated |

## Discographie

### Albums
| Année | Titre                                                | Genre |
| ----- | ---------------------------------------------------- | ----- |
| 2007  | Sanjaya Malakar                                      | EP    |
| 2007  | American Idol Season 6: The Collector's Edition (en) | EP    |
| 2007  | American Idol Season 6: Greatest Hits                | EP    |
| 2009  | Dancing to the Music in my Head                      | EP    |
| 2011  | Life ~ Love ~ Music                                  | EP    |

### Singles
| Année | Titre                         | Genre               |
| ----- | ----------------------------- | ------------------- |
| 2007  | Ain't No Mountain High Enough | EP                  |
| 2007  | You Really Got Me             | EP                  |
| 2007  | Bathwater                     | EP                  |
| 2007  | Cheek to Cheek                | EP                  |
| 2007  | Bésame mucho                  | EP                  |
| 2007  | Something to Talk About       | EP                  |
| 2011  | Tempted                       | Life ~ Love ~ Music |